# Battaglia di Canne
(Tito Livio, Ab Urbe condita libri, XXII, 48)
La battaglia di Canne del 2 agosto del 216 a.C. è stata una delle principali battaglie della seconda guerra punica ed ebbe luogo in prossimità della città di Canne, nell'antica Apulia. 
L'esercito di Cartagine, comandato con estrema abilità da Annibale, accerchiò e distrusse quasi completamente un esercito numericamente superiore della Repubblica romana, guidato dai consoli Lucio Emilio Paolo e Gaio Terenzio Varrone. È stata, in termini di caduti in combattimento, una delle più pesanti sconfitte subite da Roma, seconda solo alla battaglia di Arausio, ed è considerata come una delle più grandi manovre tattiche della storia militare.
Riorganizzatisi dopo le precedenti sconfitte nelle battaglie della Trebbia (218 a.C.) e del lago Trasimeno (217 a.C.), i Romani decisero di affrontare Annibale a Canne, con circa 86 000 uomini tra soldati romani e truppe alleate. I Romani ammassarono la loro fanteria pesante in una formazione più serrata del solito, mentre Annibale utilizzò la tattica della manovra a tenaglia. Questa manovra risultò così efficace che l'esercito romano fu annientato come forza di combattimento. A seguito della battaglia di Canne, la città di Capua, un tempo alleata di Roma, e altre città-stato cambiarono alleanza, schierandosi con Cartagine.

## Contesto storico e strategico

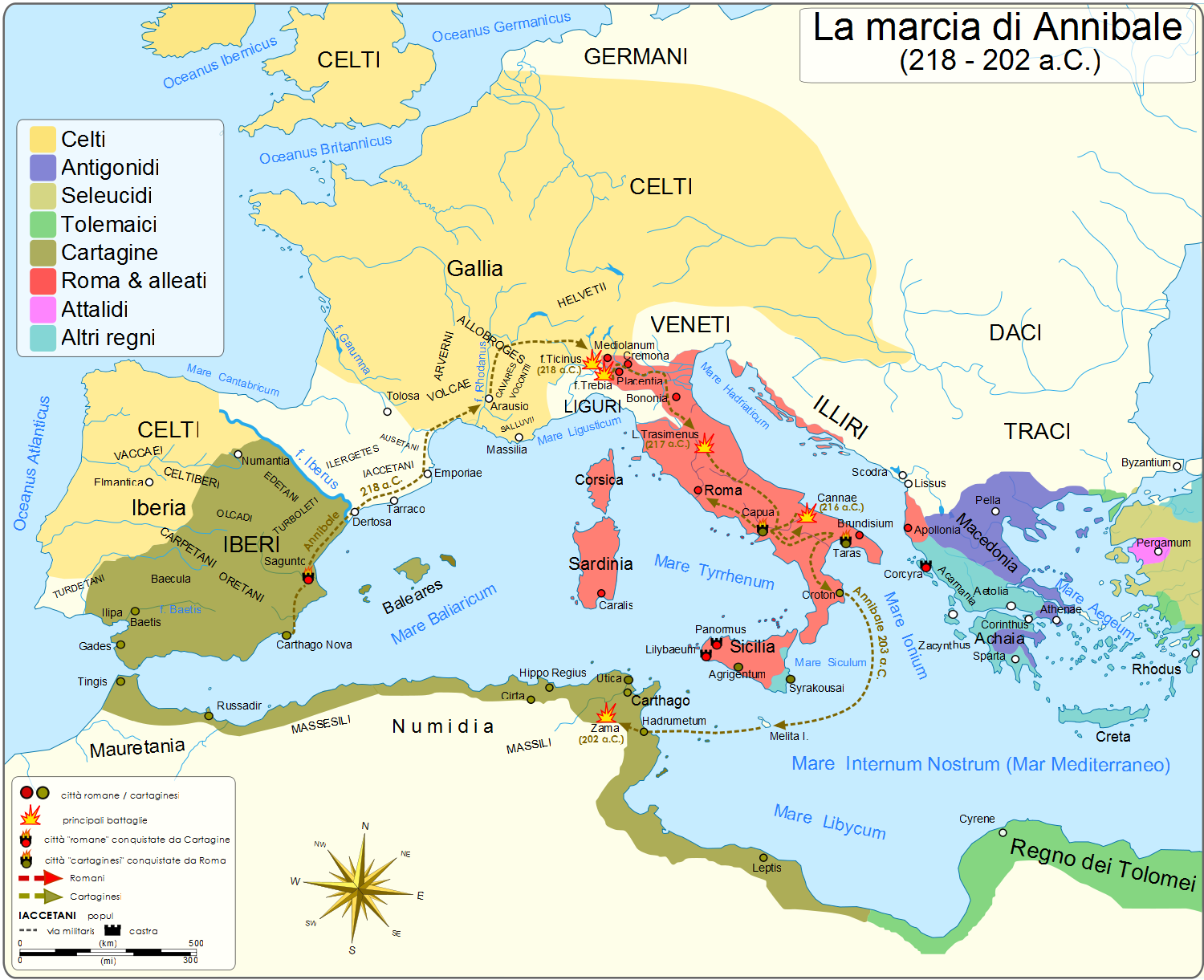
Percorso di Annibale durante la seconda guerra punica

Poco dopo l'inizio della seconda guerra punica, il generale cartaginese Annibale giunse in Italia, attraversando le Alpi durante l'inverno. Vinse rapidamente due importanti battaglie contro i Romani: la battaglia della Trebbia e la battaglia del Lago Trasimeno, precedute dalla vittoria sui Romani in uno scontro minore, la battaglia del Ticino. Soprattutto la sconfitta sul Trasimeno, in cui l'esercito romano fu quasi annientato, fece tremare Roma; dopo aver subito queste sconfitte, i Romani nominarono Quinto Fabio Massimo dittatore per affrontare la minaccia. Fabio, consapevole delle superiori capacità militari dell'avversario, adottò tattiche di logoramento per affrontare Annibale, intercettando le sue vie di rifornimento ed evitando di impegnarsi in una battaglia campale; da questo suo comportamento derivò il suo soprannome di "Temporeggiatore" (Cunctator), inteso in senso altamente dispregiativo da parte dei Romani, i quali avrebbero voluto un atteggiamento offensivo per vendicare il più presto possibile le sconfitte precedenti.
Non appena il popolo e la dirigenza politica romana ebbero superato la crisi politico-morale causata dalle vittorie iniziali di Annibale, venne rimessa in discussione la saggezza della strategia di Fabio, che sembrava sterile e passiva e che apparentemente aveva solo favorito il consolidamento e il rafforzamento dell'esercito cartaginese sul territorio italico occupato. La strategia di Fabio fu particolarmente frustrante per la maggior parte dei Romani, che erano desiderosi di concludere rapidamente e vittoriosamente la guerra. Era inoltre molto diffuso il timore che, se Annibale avesse continuato incontrastato il saccheggio dell'Italia, gli alleati di Roma avrebbero potuto dubitare della potenza militare della Repubblica e della sua capacità di proteggerli dalla devastante avanzata cartaginese.
Insoddisfatto della strategia di Fabio, il Senato romano non rinnovò i suoi poteri dittatoriali al termine del mandato, e il comando fu assegnato temporaneamente ai consoli Gneo Servilio Gemino e Marco Atilio Regolo, i quali decisero per il momento di proseguire la guerra con una tattica di attesa. Nel 216 a.C., nelle nuove elezioni, furono eletti consoli Lucio Emilio Paolo e Gaio Terenzio Varrone; quest'ultimo, secondo Tito Livio e Polibio, era intenzionato a riprendere, a differenza del prudente Emilio Paolo, una strategia aggressiva per costringere Annibale a una battaglia decisiva. A loro venne dato il comando di un esercito dalle dimensioni senza precedenti, con lo scopo di sconfiggere in modo definitivo il condottiero cartaginese.
Il console Varrone è presentato dalle fonti antiche come un uomo temerario e arrogante, determinato a sconfiggere Annibale in campo aperto. Al contrario, le fonti presentano l'altro console, Emilio Paolo, come prudente e cauto, dubbioso sull'opportunità di combattere una battaglia campale su terreno scoperto e pianeggiante, nonostante la forza numerica delle legioni. I dubbi del console dovevano essere particolarmente fondati, in quanto Annibale disponeva di una cavalleria superiore a quella dei Romani, sia in termini qualitativi che numerici.
Annibale, dal canto suo, era cosciente delle sue crescenti difficoltà logistiche e di approvvigionamento e del rischio di un logoramento delle sue truppe e del suo prestigio in Italia, oltre che nella madrepatria, in caso di un'estenuante guerra di posizione; egli riteneva necessaria una nuova grande battaglia campale per infliggere ai Romani una sconfitta decisiva, con la quale ottenere finalmente la disgregazione della capacità di resistenza della repubblica e del suo sistema di alleanze.

## Antefatti

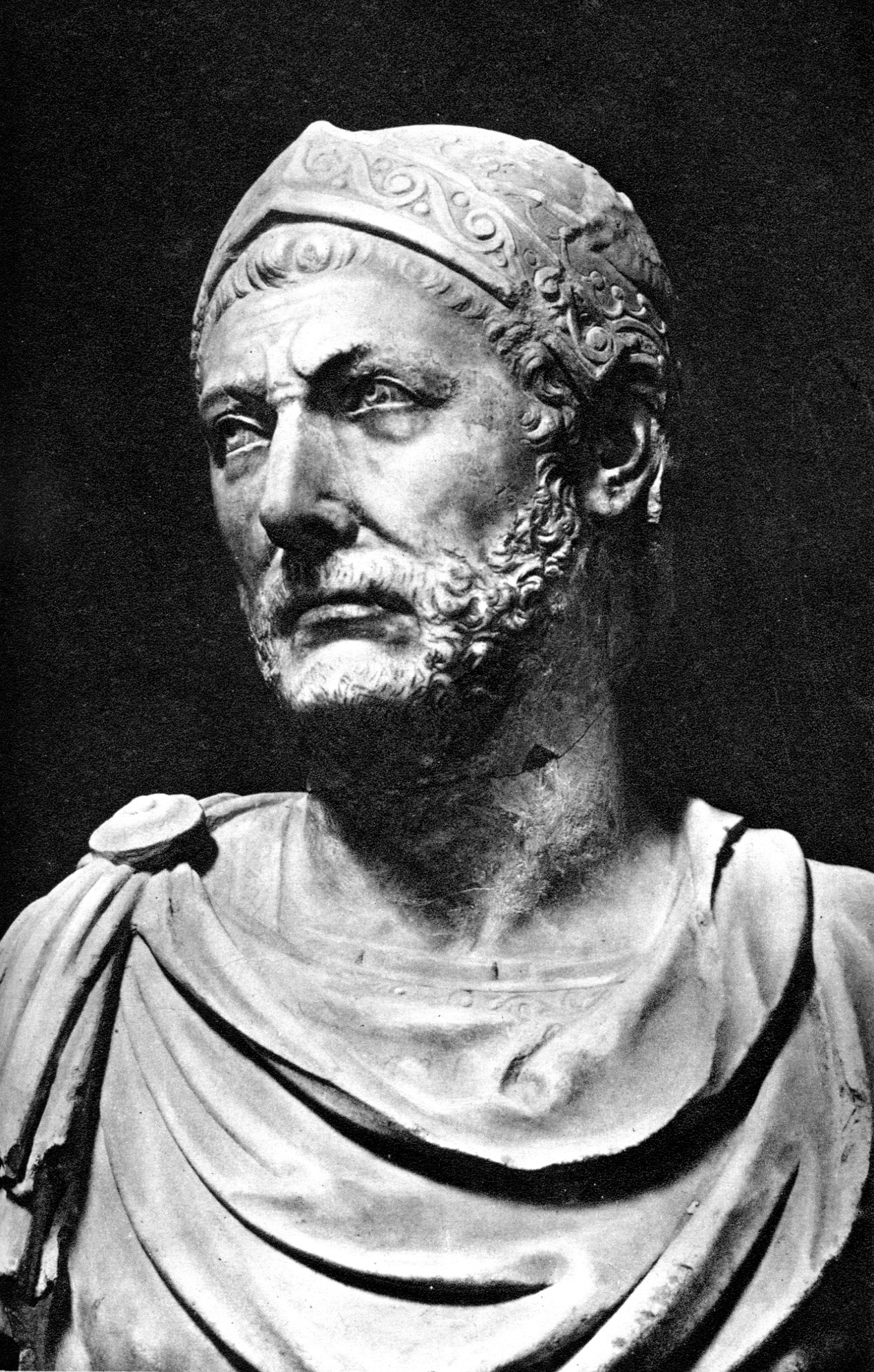
Annibale, stratega e comandante dell'esercito cartaginese

Il racconto degli antefatti della battaglia di Canne differisce sostanzialmente nelle principali fonti antiche; mentre Polibio, ritenuto da Gaetano De Sanctis di gran lunga più attendibile, narra in modo succinto e chiaro gli avvenimenti, Tito Livio nella sua narrazione, in cui il De Sanctis vede contaminazioni del tendenzioso annalista Valerio Anziate, arricchisce lo svolgimento dei fatti con alcuni episodi dubbi, ricchi di particolari fantasiosi che mirano ad esagerare le difficoltà contingenti di Annibale ed a enfatizzare il discernimento di condottiero di Emilio Paolo.
Polibio narra che Annibale, ancor prima dell'arrivo dei nuovi consoli, mosse con le sue truppe da Geronio e, giudicando vantaggioso costringere i nemici a combattere a ogni costo, si impadronì della rocca della città di nome Canne, in una posizione strategica rispetto a tutto il territorio circostante. In questa i Romani avevano raccolto il grano e gli altri vettovagliamenti dal territorio di Canusio, e da qui li portavano nell'accampamento romano presso Geronio a mano a mano che se ne presentava il bisogno. Secondo i vari scrittori di epoca imperiale (secoli I-II d.C.), la rocca di Canne era situata nella Regio II Apulia et Calabria, presso il fiume Aufidus (odierno Ofanto); Annibale così si mise tra i Romani e le loro fonti principali di approvvigionamento. Come fa notare Polibio, la cattura di Canne «ha causato grande scompiglio nell'esercito romano, perché non è stata solo la perdita del posto e delle scorte in essa che li angosciava, ma il fatto che essa dominava il distretto circostante». I nuovi consoli, dopo aver deciso di affrontare Annibale, marciarono verso sud alla ricerca del generale cartaginese.
Tito Livio invece descrive come Annibale, assediando la piccola città apula di Geronio, si trovasse in difficoltà: i viveri del suo esercito erano sufficienti per meno di dieci giorni e alcuni contingenti di Iberi meditavano di disertare; l'esercito romano gli avrebbe anche inflitto una sconfitta locale. Quando entrambi gli eserciti, quello romano e quello cartaginese, erano accampati presso Geronio, Annibale avrebbe anche teso un tranello ai Romani, che sarebbe stato sventato soprattutto grazie alla sagacia di Emilio Paolo, in contrasto con l'avventatezza di Varrone.
Di notte Annibale avrebbe finto di abbandonare il suo accampamento, pieno di bottino, e avrebbe nascosto l'esercito dietro un'altura, pronto all'agguato, con il proposito di scagliarsi contro il nemico quando avesse iniziato a saccheggiare l'accampamento, apparentemente abbandonato. Egli avrebbe lasciato accesi nel campo molti fuochi, come per far credere ai consoli che il campo era ancora occupato, con un inganno simile a quello da lui usato con Fabio Massimo l'anno precedente. Quando fu giorno, i Romani si accorsero ben presto che l'accampamento era stato abbandonato e i legionari richiesero con forza ai consoli di ordinare di inseguire i nemici e di saccheggiare l'accampamento. Anche Varrone sarebbe stato di questo avviso.
Emilio Paolo, più prudente, mandò fuori in esplorazione il prefetto Marco Statilio con uno squadrone di Lucani. Egli, dopo essere entrato nell'accampamento, riferì che certamente si trattava di un tranello: i fuochi erano stati lasciati accesi nella parte rivolta verso i Romani, le tende erano aperte e tutte le cose più preziose lasciate in vista. Questo racconto tuttavia avrebbe esaltato la voglia di bottino dei legionari e Varrone avrebbe dato il segnale di penetrare nell'accampamento. Emilio Paolo, dubbioso ed esitante, ebbe però sfavorevoli auspici dai sacri polli, e lo comunicò a Varrone, che ne fu intimorito. In un primo momento le truppe non obbedirono al comando di rientrare nell'accampamento, ma due servi, che erano stati catturati in precedenza dai Numidi ed erano ora fuggiti dalla prigionia, sarebbero tornati proprio in quel momento, riferendo che l'esercito di Annibale era in agguato. Il tempestivo arrivo di costoro avrebbe ridato autorità ai consoli; Tito Livio osserva tuttavia tendenziosamente che ormai la «sbagliata arrendevolezza» ("prava indulgentia") di Varrone «aveva indebolito [...] la sua autorità presso i soldati» (primum apud eos [..] maiestatem solvisset).

Regio II Augusta

Tito Livio conclude la sua narrazione degli antefatti descrivendo un Annibale in situazione disperata, pronto a ripiegare in Gallia, abbandonando il grosso del suo esercito, e molto preoccupato da possibili estese defezioni tra le sue truppe. De Sanctis tuttavia non dà alcun credito agli episodi narrati da Livio; in particolare definisce "racconto sconclusionato" l'insieme degli antefatti narrati dallo storico latino e "ridicolo e assurdo" il presunto stratagemma del campo abbandonato; secondo lui, anche Statilio è personaggio sospetto e inventato dagli annalisti.
La cronologia degli avvenimenti, invece, secondo il racconto di Polibio è semplice e chiara: il primo giorno (27 luglio) i Romani partirono da Geronio verso la località dove si trovavano i Cartaginesi.
Sotto il comando di Emilio Paolo, giunti il secondo giorno (28 luglio) in vista dei nemici, si accamparono alla distanza di circa cinquanta stadi (circa 9,25 km) dalle loro posizioni.
Nella giornata successiva (29 luglio) tolsero il campo per ordine di Varrone e avanzarono verso i Cartaginesi, ma vennero attaccati da Annibale mentre erano in marcia. Varrone respinse con successo l'attacco cartaginese e al sopraggiungere della notte gli avversari si separarono. Questa vittoria, in realtà una semplice scaramuccia senza alcun valore strategico, rafforzò fortemente la fiducia dell'esercito romano e avrebbe anche rinsaldato la sicurezza e l'aggressività di Varrone.
Il giorno successivo (30 luglio), per ordine di Emilio Paolo, i Romani costruirono due accampamenti presso il fiume Aufido: il maggiore, occupato da due terzi delle forze, su una riva del fiume a ovest, e il minore, con un terzo delle forze, sull'altra riva a levante del guado. Lo scopo di questo secondo accampamento sarebbe stato quello di proteggere le azioni di foraggiamento dall'accampamento principale e di intralciare quelle del nemico.
Secondo Polibio, i due eserciti rimasero nelle rispettive posizioni per due giorni. Durante il secondo giorno (1º agosto), Annibale, consapevole che Emilio Paolo era in quel momento al comando dell'esercito romano, lasciò il suo accampamento e schierò l'esercito per la battaglia. Emilio Paolo, tuttavia, non volle entrare in combattimento. Dopo che il nemico ebbe rifiutato di entrare in battaglia, Annibale, riconoscendo l'importanza dell'acqua dell'Aufidus per le truppe romane, mandò i suoi cavalieri numidi verso l'accampamento romano più piccolo per infastidire il nemico e per danneggiare l'approvvigionamento d'acqua. A questa circostanza forse si collega lo stratagemma, non riportato da Polibio, che Annibale avrebbe intorbidito l'acqua per rovinare la salute dei Romani o, addirittura, vi avrebbe fatto gettare dentro dei cadaveri. Secondo Polibio, la cavalleria di Annibale cavalcò audacemente fino ai limiti dell'accampamento minore romano, causando confusione e la completa interruzione dell'approvvigionamento di acqua. L'unico motivo che trattenne i Romani dall'attraversare immediatamente il fiume e disporsi a battaglia sarebbe stato il fatto che quel giorno il comando supremo era in mano ad Emilio Paolo. Così, il giorno successivo, Varrone, senza aver consultato il collega, fece esporre il segnale di battaglia e fece attraversare il fiume alle truppe schierate, mentre Emilio Paolo lo seguiva, poiché non poteva non assecondare questa decisione.
Annibale, nonostante la netta superiorità numerica del nemico, era assolutamente desideroso di combattere e, a dispetto dei timori e dei dubbi manifestati da alcuni suoi subordinati, mostrò fiducia e imperturbabilità davanti all'imponente schieramento romano che si stava accuratamente posizionando di fronte alle sue truppe a est del fiume, dove era l'accampamento minore romano, la mattina del 2 agosto. Infatti, secondo quanto riferisce Plutarco, a un ufficiale cartaginese di nome Gisgo che, stupefatto, aveva evidenziato quanto fosse sterminato l'esercito romano, Annibale avrebbe risposto ironicamente: «Un'altra cosa che ti è sfuggita, Gisgo, è ancora più sorprendente: che anche se ci sono così tanti Romani, non ce n'è nemmeno uno tra loro che si chiami Gisgo».

## Forze in campo
I dati riguardo alle truppe coinvolte nelle antiche battaglie sono spesso inaffidabili e a Canne ciò non fa eccezione. Quindi i seguenti dati devono essere trattati con cautela, specialmente quelli riguardanti la parte cartaginese.

### Romani
(Polibio, Storie III, 107.9-11)
(Tito Livio, Ab Urbe condita libri (testo latino) XXII, 36)

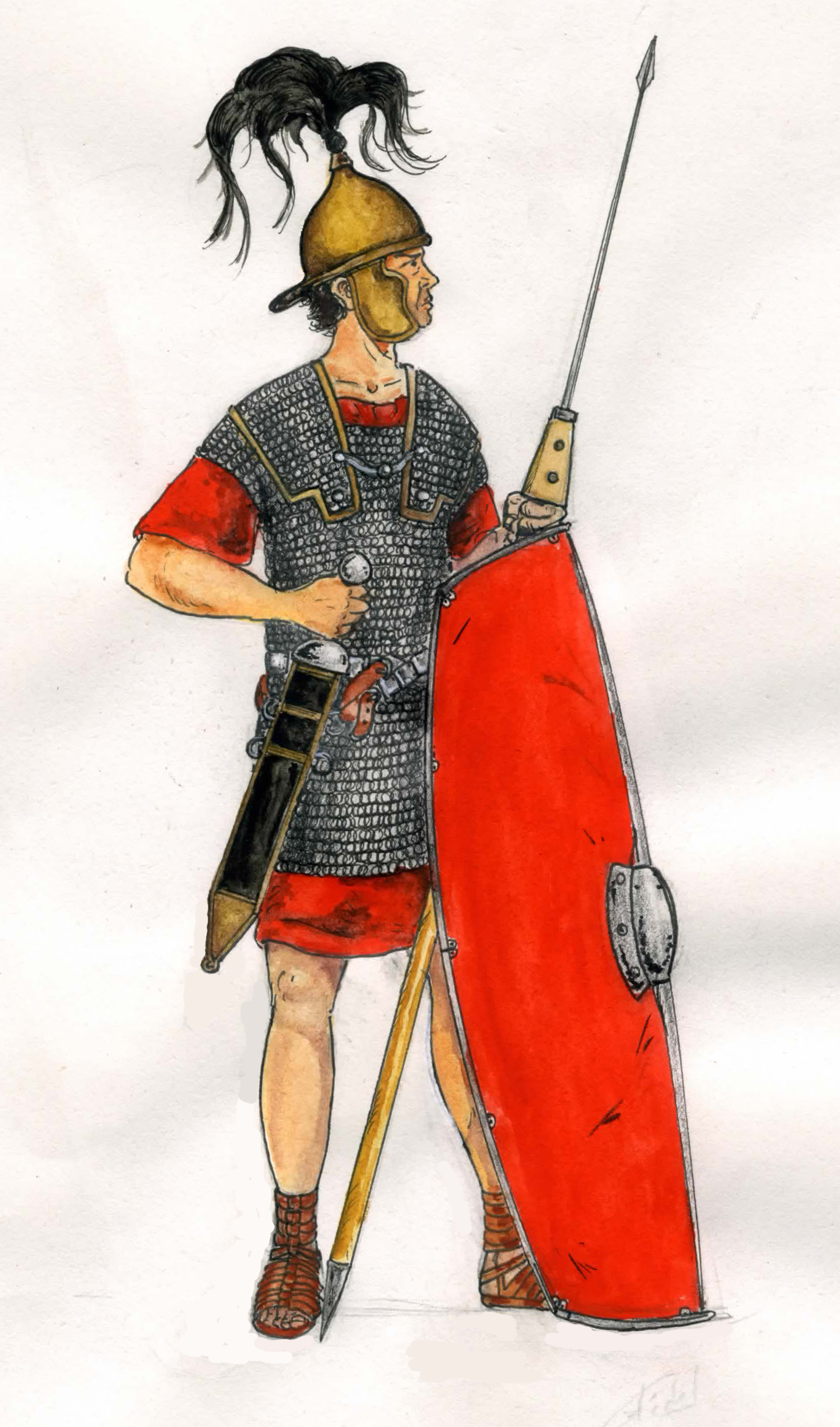
Legionario romano

Di queste otto legioni, circa 40000 soldati romani, di cui circa 2400 cavalieri, formarono il nucleo del nuovo esercito. Poiché ogni legione era accompagnata da un numero uguale di truppe alleate e la cavalleria alleata contava circa 4000 uomini, la forza totale dell'esercito che avrebbe affrontato Annibale non avrebbe potuto essere molto inferiore a quella di 90000 uomini. Tuttavia, alcuni autori hanno suggerito che la distruzione di un esercito di 90000 uomini sarebbe stata impossibile. Essi sostengono che Roma abbia messo in campo probabilmente 48000 fanti e 6000 cavalieri contro i 35000 fanti e i 10000 cavalieri di Annibale. Anche se non esiste alcun numero definitivo delle truppe romane, tutte le fonti concordano sul fatto che l'esercito cartaginese affrontò un esercito avversario avente una grande superiorità numerica. Le legioni romane avevano due terzi degli effettivi costituiti da reclute, i cosiddetti tirones, ma c'erano almeno due legioni formate da legionari esperti e preparati, provenienti dall'esercito del console del 218 a.C., Publio Cornelio Scipione.

#### Equipaggiamento
Ogni legione era formata da 4200 fanti (portati fino a 5000, nel caso di circostanze particolarmente gravi) e da 300 cavalieri. Le unità alleate di socii (ovvero le Alae, poiché erano poste alle "ali" dello schieramento) erano costituite invece di un numero pari di fanti, ma superiori di tre volte nei cavalieri (900 per unità). I fanti erano poi suddivisi in quattro differenti categorie, sulla base della classe sociale/equipaggiamento ed età:

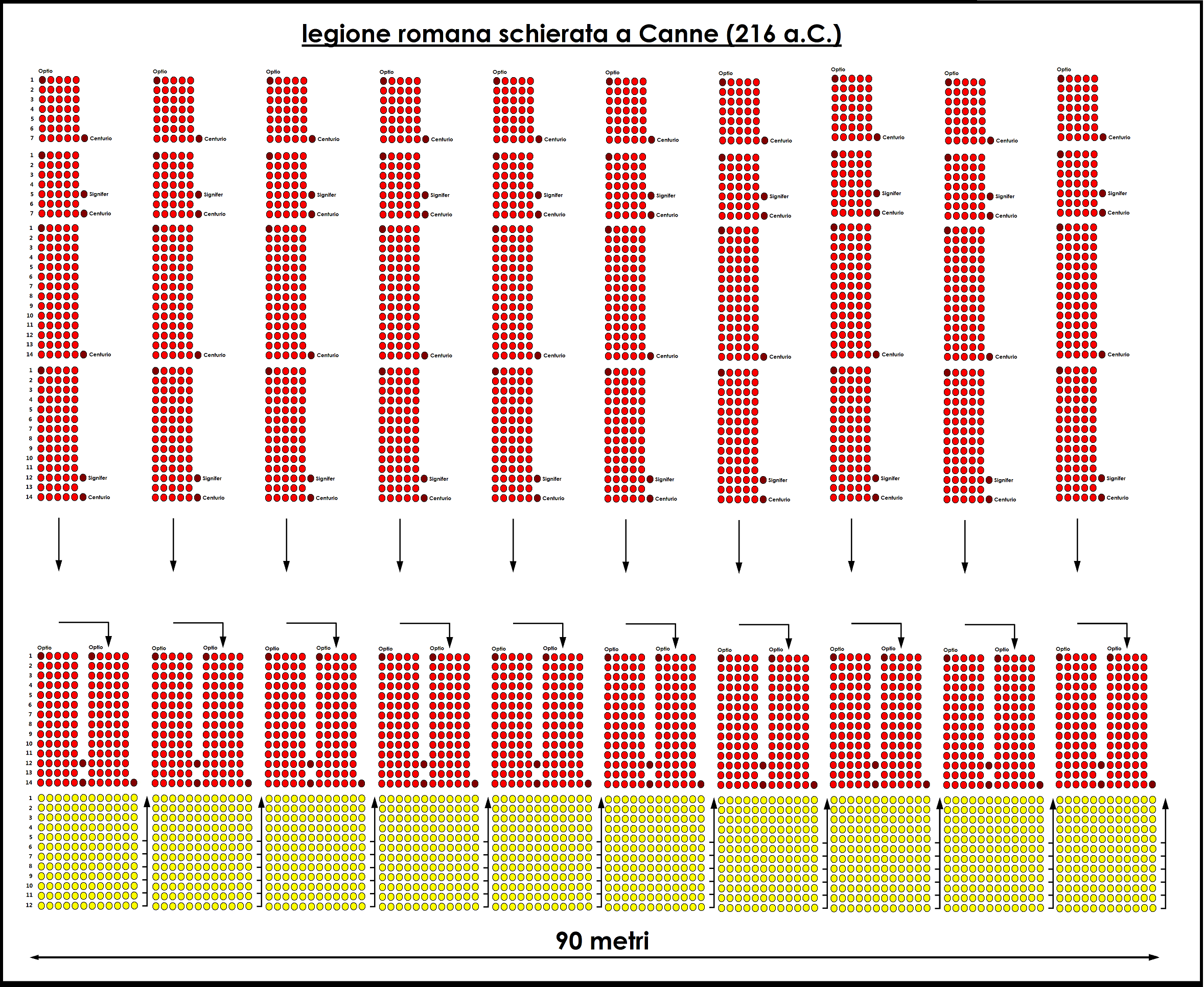
Schieramento di una legione romana a Canne: i manipoli di hastati e principes erano molto compatti, disposti frontalmente per 5 fila di armati, ciascuna composta da 28-30 legionari; la profondità totale della legione poteva raggiungere gli 82 legionari

1. primi a essere arruolati erano i Velites, in numero di 1200[44] (tra i più poveri e i più giovani),[45] e che facevano parte delle tre schiere principali (qui di seguito, di Hastati, Principes e Triarii), in numero di venti per ciascuna centuria.[46] Tale schieramento consisteva in truppe armate molto alla leggera, senza armature, adatte per questo ai compiti loro affidati, ovvero azioni di schermaglia e di disturbo (cosiddetti cacciatori). Erano muniti di una spada e di un piccolo scudo rotondo (diametro: 3 piedi≈90 cm), oltre che di diversi giavellotti leggeri, con una corta asta in legno di 90 cm (3 piedi) dal diametro di un dito, e una sottile punta metallica di circa 25 cm. Le loro file erano ingrossate dall'inserimento di fanteria leggera proveniente dagli alleati e da rorarii irregolari.
2. seguono gli Hastati, il cui censo ed età erano superiori,[45] in numero di 1200,[44] pari a dieci manipoli.[47] Formavano tipicamente la prima linea nello schieramento in battaglia. Ciascun manipolo astato era formato da un rettangolo largo quaranta unità e profondo tre.[48] Erano fanti corazzati in cuoio, con corazza ed elmetto di ottone adornato con tre piume, alte approssimativamente 30 cm, e muniti di scudo di legno rinforzato in ferro alto 120 cm in forma di un rettangolo dal profilo ricurvo e convesso. Erano armati di una spada nota come gladio e da due lance da getto note come pila: una era il pesante pilum dell'immaginario popolare, mentre l'altra era un affusolato giavellotto.
3. poi vengono i Principes, di età più matura,[45] sempre in numero di 1200,[44] pari a dieci manipoli.[47] Costituivano tipicamente il secondo blocco di soldati nello schieramento offensivo. Erano soldati di fanteria pesante armati e corazzati come gli hastati, eccetto che vestivano una più leggera corazza in maglia piuttosto che di metallo solido. Ciascuno dei manipoli di tipo principes era formato da un rettangolo largo dodici unità e profondo dieci.[48]
4. e infine i Triarii, i più anziani,[45] in numero di 600 (pari a dieci manipoli[47]),[44] non aumentabile nel caso in cui la legione fosse incrementata nel suo numero complessivo (da 4200 fanti a 5000), a differenza di tutte le altre precedenti classi che potevano passare da 1200 a 1500 fanti ciascuna.[49] Erano gli ultimi residui delle truppe di stile oplitico nell'esercito romano. Erano armati e corazzati come i principes, fatta eccezione per la picca, che essi portavano al posto dei due pilum. Un manipolo di triarii era diviso in due formazioni, ciascuna larga sei unità e profonda dieci.[48]
5. La cavalleria era, infine, arruolata principalmente dalla più facoltosa classe degli equestri, ma, a volte, contributi addizionali alla cavalleria erano forniti da socii e Latini della penisola italiana. Esisteva una classe addizionale di truppe, gli accensi (detti anche adscripticii e, in seguito, supernumerarii), che seguivano l'esercito senza specifici ruoli militari e che erano dispiegati dietro i triarii. Il loro ruolo di accompagnatori dell'esercito era soprattutto nel colmare eventuali lacune che potevano verificarsi nei manipoli, ma sembra anche che siano stati occasionalmente impiegati come attendenti degli ufficiali.[50]

#### Comando consolare
Se l'esercito romano non fosse stato così numeroso, ciascuno dei due consoli avrebbe comandato la propria parte dell'esercito, ma dal momento che i due eserciti erano stati concentrati insieme, la legge romana prevedeva di alternare il comando su base giornaliera. È possibile che Annibale avesse capito che al comando dell'esercito romano si alternavano i due consoli e avesse pianificato la sua strategia di conseguenza. Nel racconto tradizionale Varrone deteneva il comando il giorno della battaglia ed egli avrebbe deciso di affrontare il combattimento in campo aperto, nonostante il parere contrario di Emilio Paolo: gran parte della colpa per la sconfitta è stata attribuita dagli storici antichi all'avventatezza del console popolare. Tuttavia esistono controversie riguardanti chi fosse realmente al comando il giorno della battaglia, poiché secondo alcuni studiosi potrebbe essere stato Emilio Paolo il capo dell'esercito quel giorno.

#### Alleati italici
Un elenco dettagliato delle città e dei popoli italici che parteciparono alla battaglia di Canne è riportato nel libro VIII del poema Le puniche di Silio Italico (Mai l'itala terra fu scossa da maggiore tempesta di armi e di cavalli, ché si temeva l'ultimo destino di Roma e del popolo, né si aveva più speranza di tentare dopo di questa un'altra battaglia):
- Andavano a battaglia i Rutuli insieme ai Sicani, gli abitanti dei boschi di Trivia, della foce del fiume Tosco e del fiume Almone Cibele, quelli di Castro, Ardea, Lanuvio (alta sul monte) e Collazia
- quelli di Tivoli, Preneste e Crustumio, gli aratori di Labico, gli abitanti del Tevere, dell'Aniene e del gelido Simbruvio (lago anticamente formato dall'Aniene), quelli di Sezia, gli abitanti delle valli veliterne, quelli di Cori, di Segni e delle paludi Pontine
- le schiere ferentine, i Privernati e i contadini di Anagni, la gioventù di Sora, le genti di Scazia, le turbe di Fabrateria, i soldati dei pendii nevosi di Atina, quelli di Suessa (capoluogo dei Volsci) e Frosinone
- il più bel fiore di Venafro e Larino, tutti gli uomini di Aquino, le schiere di Amiterno, Casperia, Foruli (Civitatomassa, frazione di Scoppito), Rieti, Nursia, sempre sparsa di brina, e quelle delle rupi tetriche
- gli abitanti di Numana dai campi sassosi, i duci di Cupra, che ha gli altari sulla spiaggia, Ancona, quelli di Atri, bagnata dalle acque del Vomano, gli alfieri della frondosa Ascoli
- le genti vigorose degli Amerri e dei Camerti, i pastori di Sarsina ed i Tuderti, una legione di Etruschi comandata da Galba, la gioventù scelta di Cerveteri e Cortona, l'antica Gradisca, Palo e Fregene
- i Fiesolani ed il popolo di Chiusi, i guerrieri delle cave di marmo di Luni, insigne per il suo sicuro e vasto porto, ed i Vetuloni
- andavano insieme le schiere di Nepi con gli Equi Falisci ed i figli di Flavinia e quanti sono intorno al lago di Bracciano ed a quello di Vico e quelli che non lontani da Sutri abitano sul Soratte
- insieme ai Marsi andavano i Peligni, che portavano le coorti dalla gelida Sulmona, i soldati Sidicini e quelli di Calvi, i guerrieri Vestini, quelli che pascolano nella verdeggiante Penne e per le cime del Fiscello e le campagne di Avella[non chiaro], i Marrucini (emuli dei Frentani), quelli di Corfinio e della grande Chieti
- i guerrieri della Campania, le genti di Sinuessa, del Volturno, di Amilca, di Fondi, di Gaeta, di Antifate, della palustre Literno e di Cuma, i figli del Gauro e di Nocera, la prole Dicearchea, il numeroso popolo della greca Partenope (Napoli), di Nola, i soldati di Alife e di Acerra
- Seguivano i Sanniti, i mietitori di Nucra e Batulo (città scomparse) con quelli che scorrono le selve di Boiano, quelli di Bufra (Rufrae), di Isernia e di Ortona, i Bruzi, le coorti delle montagne lucane e dell'Irpinia, i Salentini ed il popolo di Brindisi, dove termina l'Italia
- le schiere della rocciosa Licosa, di Picentia, di Pesto e di Cerilla (Diamante), con coloro che bevono al Sele, i valorosi della pugnace Salerno e quelli di Policastro
- i popoli del Po, i soldati di Piacenza, Modena, Cremona e Mantova, i prodi di Verona bagnata dall'Adige, quelli di Faenza, i figli di Vercelli, Pollenzia, Ocno, Bologna, vicina al piccolo Reno, e quelli degli stagni di Ravenna
- la schiera troiana profuga dei colli Euganei e Aquileia con gli eroi del Veneto, quelli di Saluzzo
- 3000 frombolieri dell'Etna e i figli dell'isola d'Elba, armati del patrio metallo.

### Cartaginesi

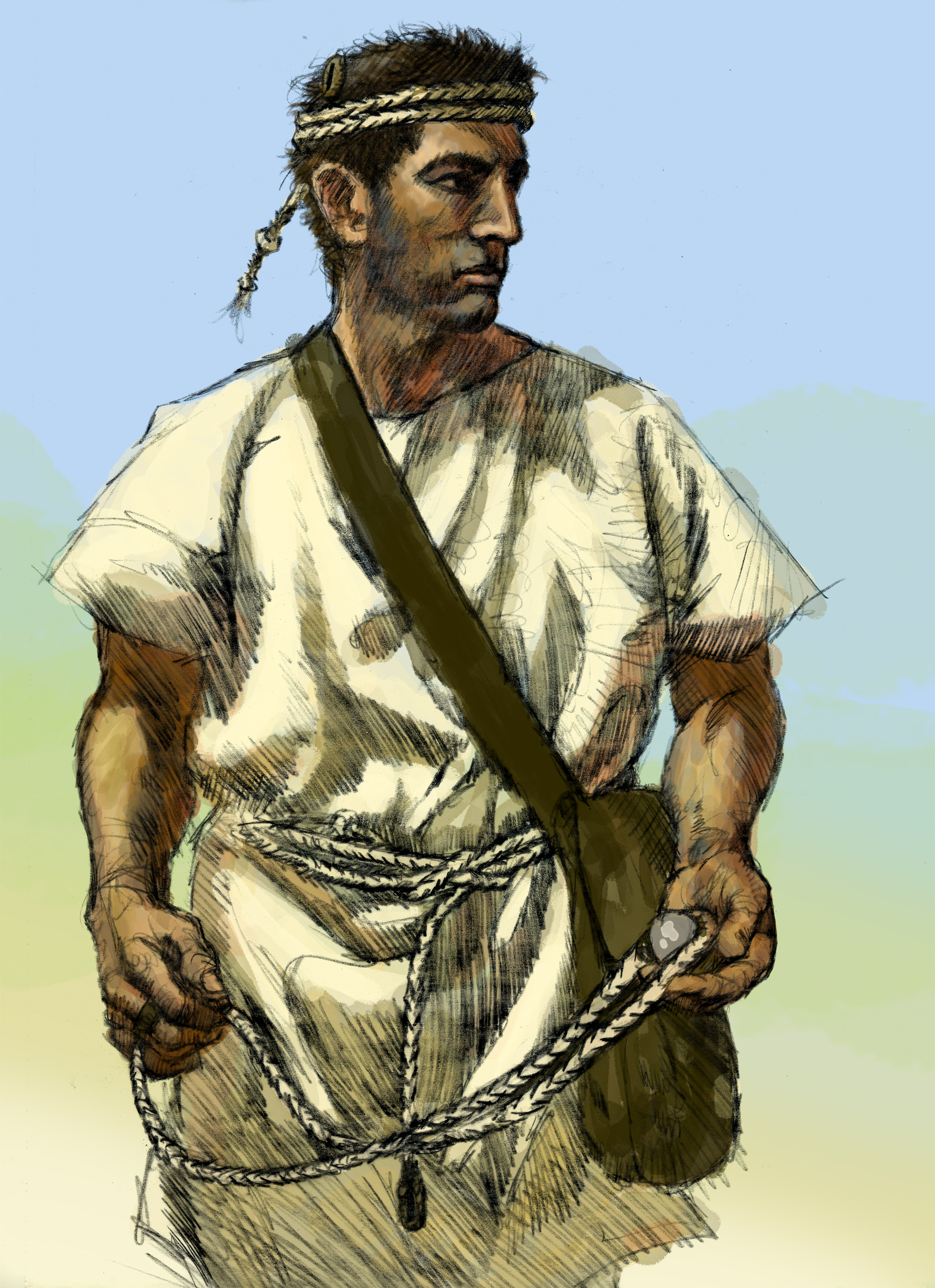
Ricostruzione di un fromboliere delle isole Baleari (località un tempo famosa per i suoi frombolieri)

L'esercito cartaginese era composto da circa 10000 cavalieri, 40000 soldati della fanteria pesante, e 6000 della fanteria leggera sul campo di battaglia, esclusi i distaccamenti. L'esercito cartaginese era una combinazione di guerrieri reclutati in differenti aree geografiche. C'erano 22000 fanti iberici e celti fiancheggiati da due corpi di fanteria pesante africana in riserva tattica, costituiti complessivamente da 10000 libici. Anche la cavalleria proveniva da regioni diverse. Annibale disponeva di una cavalleria composta da 4000 numidi, 2000 iberici, 4000 galli e 450 libici-fenici. Infine, Annibale aveva circa 8000 guerrieri della fanteria leggera fra frombolieri delle Isole Baleari e lancieri di nazionalità mista. Ognuno di questi gruppi diversi di guerrieri apportava le sue specifiche qualità militari allo schieramento cartaginese. Il fattore unificante nell'esercito cartaginese era il forte legame di lealtà e fiducia che ciascun gruppo aveva con Annibale. Anche se normalmente i Cartaginesi schieravano elefanti nelle battaglie per terrorizzare i cavalli nemici e scompaginare la fanteria, nella battaglia di Canne non era presente alcun elefante, in quanto nessuno di quelli che erano partiti dall'Iberia e che riuscirono a valicare le Alpi era sopravvissuto.

#### Equipaggiamento
L'esercito cartaginese usò una grande varietà di attrezzature belliche. Gli iberici combattevano con spade, giavellotti ed altri tipi di lancia. Per la difesa i guerrieri iberici portavano grandi scudi ovali; i soldati galli erano attrezzati in modo simile e l'arma tipica di queste unità era la spada. I tipi di spada presenti nei due popoli erano tuttavia differenti fra loro: i Galli le avevano assai lunghe e senza punta, quindi usate per colpi di taglio; mentre gli Ispanici, usi ad attaccare il nemico più di punta che di taglio, corte ma maneggevoli, e con la punta. La cavalleria pesante cartaginese portava due giavellotti, una spada ricurva ed un pesante scudo. La cavalleria numida aveva un equipaggiamento leggero, talvolta mancavano pure le briglie per i cavalli e non portavano alcuna armatura, ma solamente un piccolo scudo, giavellotti e, eventualmente, un coltello o un'arma da taglio più lunga. I tiratori, in qualità di fanteria leggera, portavano o frombole o lance. I frombolieri delle isole Baleari, famosi per la loro precisione nel tiro, portavano corte, medie o lunghe fionde, utilizzate per lanciare pietre o altri tipi di proiettili. Essi potrebbero aver portato in battaglia un piccolo scudo o un semplice strato di cuoio sulle braccia, ma questo è incerto.
L'equipaggiamento delle linee di fanteria libica è stato molto dibattuto. Duncan Head ha scritto a favore dell'uso di brevi lance acute. Polibio ha affermato che i libici avevano combattuto con attrezzature prese dai Romani precedentemente sconfitti. Non è chiaro se intendesse solo scudi e armature o anche armi da attacco. Oltre alla sua descrizione della stessa battaglia, Polibio scrisse che «contro Annibale, le sconfitte subite nulla avevano a che fare con le armi o formazioni: Annibale stesso […] scartò l'attrezzatura con cui aveva iniziato (e) armò le sue truppe con armi romane». Gregory Daly è incline a ritenere che la fanteria libica abbia copiato l'uso iberico della spada durante i loro combattimenti; sostenendo anch'egli l'ipotesi che fossero armati in modo simile ai Romani. Connolly invece riteneva che questa fanteria fosse armata con lunghe picche. Questa ipotesi è stata contestata da Head perché Plutarco affermava che portavano lance più corte dei triari romani e da Daly perché, appoggiandosi all'affermazione di Plutarco, non avrebbero potuto portare una picca poco maneggevole e allo stesso tempo uno scudo pesante come quello in stile romano.

## Spiegamento tattico

### Romani

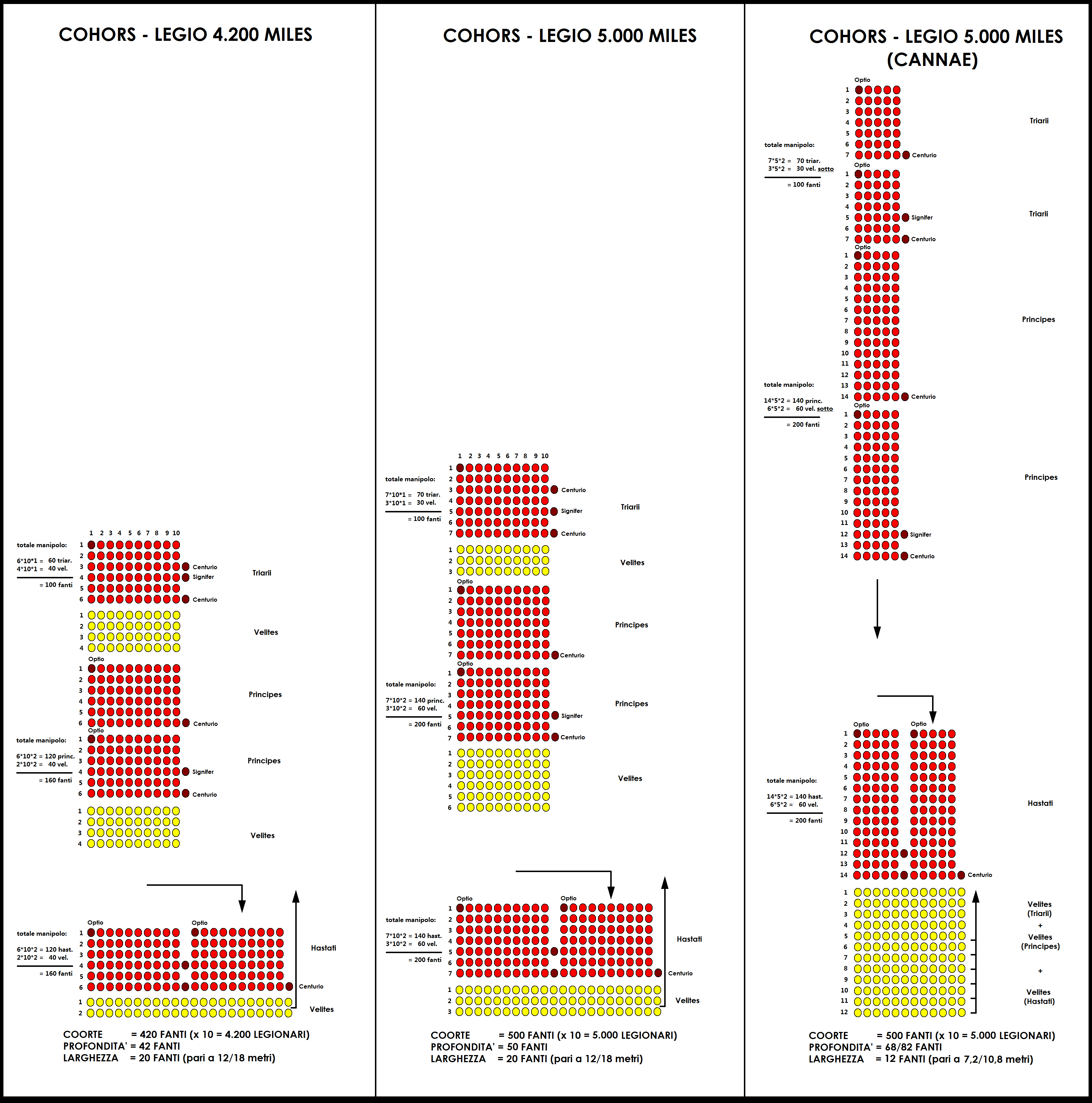
Struttura manipolare di una legione romana all'epoca delle guerre puniche secondo Polibio:
(a sinistra) formazione coortale composta da tre manipoli di triarii, principes e hastati di una legione di fanti ("fronte manipolare" = 12/18 metri);
(al centro) una legione di armati ("fronte manipolare" = 12/18 metri);
(a destra) legione di armati durante la battaglia di Canne, con uno schieramento estremamente compatto ("fronte manipolare" = 7,2/10,8 metri).

La distribuzione tradizionale degli eserciti di un tempo consisteva nel posizionare la fanteria al centro e la cavalleria in due “ali” a fianco. I Romani seguivano questa convenzione abbastanza fedelmente; Terenzio Varrone era a conoscenza del fatto che la fanteria romana era riuscita a penetrare nel centro dell'esercito di Annibale durante la battaglia della Trebbia ed era intenzionato a ripetere questa manovra di attacco frontale al centro impiegando una massa maggiore di legionari. Quindi in questa battaglia dispose le linee di fanteria per lunghezza, anziché per larghezza, e diminuì gli spazi fra i manipoli. Sperava in tal modo di penetrare più facilmente nel centro delle linee dell'esercito di Annibale sfruttando la fanteria pesante legionaria, in grado di esercitare una pressione irresistibile, grazie al suo armamento e al suo schieramento, in caso di urto frontale.
Come scrive Polibio, Varrone schierò la fanteria «disponendo i manipoli più fitti del solito e facendoli molto più profondi che larghi». A causa della decisione di ridurre l'estensione dell'esercito, ogni legionario disponeva di solo un metro di spazio sui lati e ogni manipolo occupava una linea di fronte di soli 4,5 metri circa (15 piedi). Ogni legione si dispiegò su un fronte di sessanta uomini (pari a 90 metri, tenendo conto delle usuali distanze di manovra laterali tra manipoli); ciascun manipolo si schierò con cinque legionari di fronte e trenta legionari di profondità, e l'intero fronte d'attacco delle otto legioni romane e delle otto di alleati misurava 1440 metri circa con una profondità di un centinaio di metri. In questa formazione i principes stazionavano immediatamente dietro gli astati, pronti a spingere in avanti al primo contatto per garantire ai Romani la presenza di un fronte unito. Si presume che il fronte obliquo delle truppe consolari, nella loro totalità, comprese dunque le cavallerie, fosse lungo ben 3000 metri, obliquo in quanto la piana da nord a sud non era lunga abbastanza per fare altrimenti.
Sebbene fossero in inferiorità numerica, i Cartaginesi, a causa della distribuzione in lunghezza dell'esercito dei Romani, avevano un fronte di una dimensione quasi uguale a quella di quello nemico. Inoltre Emilio Paolo e Varrone adottarono una formazione della cavalleria serrata e rinforzata in profondità con un fronte di schieramento di soli 600 metri sul fianco destro romano e di circa 1700 metri su quello sinistro, lo spazio ridotto a causa delle caratteristiche del terreno. Lo schieramento ravvicinato dei cavalieri avrebbe dovuto evitare, secondo le intenzioni dei due consoli, rapidi movimenti e favorire una lotta serrata e prolungata, favorevole a guadagnare tempo in attesa del successo dei legionari romani al centro del fronte.

### Cartaginesi
Pienamente consapevole delle sue superiori capacità tattico-strategiche nei confronti dei condottieri romani, Annibale architettò uno schieramento e un piano di battaglia sorprendente e rischioso da cui però, in caso di riuscita, poteva attendersi risultati decisivi sul campo di battaglia. Avendo subito compreso le intenzioni del nemico e la scarsa elasticità della sua formazione serrata in vista di un attacco frontale, Annibale previde di sfruttare queste debolezze del sistema di guerra dei Romani e di impiegare le sue truppe, meno numerose, ma più esperte e più mobili, in una complessa manovra a tenaglia.
Annibale aveva schierato le sue forze in base alle qualità particolari di combattimento di ogni unità, tenendo in considerazione sia i loro punti di forza sia quelli di debolezza nell'elaborazione della sua strategia. Pose al centro dello schieramento i contingenti degli alleati galli, combattenti fisicamente vigorosi ma quasi privi di armature e dotati di pesanti spade, ed iberici, soldati vestiti di corte tuniche bianche, agguerriti e ben armati, disponendoli a formare un arco proteso in avanti. Lo scopo di questa particolare disposizione era duplice: in questo modo il condottiero cartaginese sperava di attirare al centro, contro l'apparente punto debole esposto dello schieramento cartaginese, la massa d'attacco romana; inoltre la disposizione ad arco avrebbe permesso allo schieramento degli ibero-galli, costituito da circa 20000 uomini, di guadagnare tempo e spazio di manovra per arretrare sotto il prevedibile urto dell'attacco romano senza disgregarsi. Rifluendo indietro, ma senza perdere la coesione, gli ibero-galli avrebbero dovuto, secondo gli intendimenti di Annibale, costringere le legioni romane in una specie di imbuto con i due lati scoperti dove il condottiero cartaginese prevedeva di far intervenire al momento opportuno la sua fanteria pesante africana (circa 10000 uomini), costituita dai combattenti più esperti e armati con panoplie catturate al nemico, inoltre essi sarebbero potuti essere confusi con Romani, poiché la stessa armatura e gli stessi scudi erano stati dei Romani rimasti vittime delle battaglie precedenti. Questa fanteria venne schierata da Annibale sui due lati in posizione più arretrata rispetto all'arco proteso in avanti degli ibero-galli, in funzione di riserva tattica da impegnare solo nella seconda fase della battaglia. Questi fanti erano stati temprati da molte battaglie, erano coesi, e avrebbero attaccato ai fianchi i Romani. Giovanni Brizzi descrive le schiere della fanteria africana, formate da guerrieri veterani, violenti e brutali, armati in parte con le armi e le armature sottratte ai romani, dall'aspetto impressionante e feroce.
Sul fianco sinistro ad Asdrubale furono assegnati circa 6500 soldati di cavalleria pesante ibero-gallica, con il compito, nonostante il limitato spazio di manovra disponibile a causa della presenza del corso del fiume, di sbaragliare rapidamente con l'urto e la superiorità numerica la debole cavalleria romana guidata dal console Emilio Paolo e sul fianco destro schierò invece i 4000 numidi guidati da Maarbale, cavalieri abili nelle improvvise manovre in velocità, in grado di agganciare e neutralizzare la cavalleria italica al comando di Varrone. Annibale previde che la sua cavalleria, formata essenzialmente per metà da cavalieri ibero-gallici e per metà dalla cavalleria leggera numida, e combattente a fianco delle fanterie, avrebbe dovuto prima sconfiggere la cavalleria romana più debole e quindi ruotare attorno alla fanteria attaccando i legionari alle spalle. In tal modo, con la fanteria gallo-iberica davanti, la fanteria pesante africana ai lati e la cavalleria iberica, gallica, e numida dietro, la manovra di accerchiamento e annientamento sarebbe stata completata perfettamente.

### Distribuzione delle truppe nella piana
I consoli Terenzio Varrone ed Emilio Paolo scelsero coscientemente di affrontare la battaglia a est del fiume Aufidus, schierando il loro enorme esercito a nord delle forze avversarie, con fronte a mezzogiorno e il fianco destro a contatto con il corso del fiume, e ritennero di poter minimizzare la superiorità della cavalleria nemica e l'abilità tattica di Annibale proprio grazie alla configurazione del terreno. Varrone e Paolo credevano che i legionari, numericamente superiori, avrebbero duramente pressato i Cartaginesi, fino a spingerli nel fiume dove, senza spazio di manovra, sarebbero morti nel panico. Tenendo presente che le due vittorie precedenti di Annibale erano state in gran parte decise dalla sua abilità e scaltrezza, Varrone e Paolo ricercarono un campo di battaglia scoperto e privo di insidie. Il campo di Canne sembrava corrispondere a questa esigenza, perché privo di luoghi dove nascondere truppe per compiere un agguato al nemico; inoltre, la presenza di alcune colline sul fianco sinistro dei Romani avrebbe dovuto impedire anche in questa zona le agili manovre della cavalleria numida ed evitare manovre di aggiramento in profondità.
Annibale non era preoccupato per la sua posizione vicina al fiume Aufidus; al contrario, questo fattore venne da lui utilizzato per favorire la sua strategia. A causa del fiume i Romani non avrebbero potuto effettuare una manovra a tenaglia intorno all'esercito cartaginese, in quanto uno dei fianchi dell'esercito di Annibale era schierato troppo vicino al fiume. I Romani erano intralciati sul loro fianco destro dal fiume Aufidus, e quindi il fianco sinistro era l'unica via praticabile di ripiegamento.
Inoltre, le forze cartaginesi avrebbero manovrato in modo che i Romani avessero la faccia rivolta a sud. In tal modo il sole del mattino batteva l'una e l'altra parte, molto opportunamente, di fianco, e il vento a tergo dei Cartaginesi avrebbe alzato polvere contro le facce dei Romani.
In ogni caso la straordinaria distribuzione dell'esercito effettuata da Annibale, basata sull'analisi del territorio e sulla sua comprensione delle capacità delle proprie truppe, si rivelò decisiva.

## Fasi della battaglia

### Inizio della battaglia

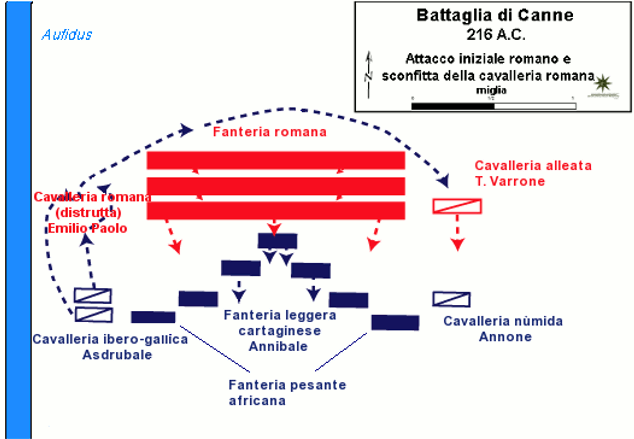
Battaglia di Canne 216 a.C. - Fase iniziale dell'attacco romano

La battaglia ebbe inizio con il confronto tra le fanterie leggere che precedette la vera battaglia campale tra il grosso dei due eserciti; vennero scagliati giavellotti, proiettili e frecce. Probabilmente in questa fase iniziale i Velites erano avvantaggiati dalla superiorità numerica e dalla maggiore precisione di tiro. Annibale decise di lanciare sin dall'inizio la cavalleria pesante comandata da Asdrubale contro la cavalleria romana, usando come protezione una grande nuvola di polvere che probabilmente si era creata, a causa della marcia degli eserciti e dello scontro iniziale tra fanterie leggere, al centro del campo di battaglia.
La cavalleria pesante ibero-celtica, schierata sul fianco sinistro attaccò quindi violentemente la cavalleria romana, impiegando una tattica inconsueta, ma ben preparata e non prevista dai Romani; Asdrubale ordinò una carica corpo a corpo. Polibio narra come i cavalieri ispanici e celti affrontarono la battaglia a piedi dopo essere scesi dai cavalli in quello che egli considera un metodo barbaro di combattere. I Romani, sorpresi dall'attacco, urtati e pressati dai nemici, schiacciati sia nelle prime linee sia in quelle più indietro dello schieramento, dovettero scendere dai loro cavalli, probabilmente anche per la difficoltà di controllarli e perché impossibilitati a manovrare in uno spazio troppo stretto. In tal modo uno scontro di cavalleria si trasformò in prevalenza in un combattimento tra cavalieri appiedati.
(Tito Livio, Ab Urbe condita libri (testo latino), XXII, 47)
(Polibio, Storie III, 113)
Si ritiene che lo scopo di questa formazione sia stato quello di rompere lo slancio in avanti della fanteria romana, e ritardare la sua avanzata prima di altri sviluppi autorizzati da Annibale per distribuire la sua fanteria africana nel modo più efficace. Detto questo, mentre la maggior parte degli storici ritengono che l'azione di Annibale sia stata deliberata, ci sono quelli che hanno chiamato questo racconto di fantasia, e sostengono che le azioni descritte rappresentino prima la curvatura naturale che si verifica quando un ampio fronte di fanteria marcia in avanti e poi (quando il senso della mezzaluna si invertì) la ritirata del centro cartaginese causata dall'azione scioccante di incontrare il centro della linea romana dove le forze erano grandemente concentrate.
Dopo la breve fase iniziale degli scontri tra i reparti di fanteria leggera, le legioni romane, guidate dai consolari Marco Minucio Rufo e Gneo Servilio Gemino, diedero inizio al loro massiccio attacco frontale da cui i consoli si attendevano risultati decisivi; in formazione serrata, protetti dai lunghi scudi affiancati, con i gladi pronti sulla mano destra, i legionari si avvicinarono metodicamente alla mezzaluna formata dalla fanteria ibero-gallica urtando inizialmente solo la punta dello schieramento avversario. Con i manipoli schierati in file profonde e i legionari più esperti presenti nelle prime linee e nelle zone centrali delle legioni, i Romani, oltre 55000 soldati contro circa 20000, esercitarono un urto irresistibile contro il sottile fronte nemico.
Sull'ala destra dell'esercito Cartaginese, i Numidi si impegnarono per agganciare e trattenere la cavalleria alleata ai Romani e la battaglia in questo settore si prolungò senza risultati decisivi. Dopo aver sconfitto la cavalleria romana, i cavalieri ispanici e gallici di Asdrubale accorsero in aiuto dei Numidi e la cavalleria alleata ai Romani venne sopraffatta e si disperse abbandonando il campo di battaglia. I Numidi li inseguirono fuori dal campo. Tito Livio inserisce nella sua narrazione l'episodio di un inganno della cavalleria leggera cartaginese:
(Tito Livio, Ab Urbe condita libri (testo latino), XXII, 48)
Mentre i Romani avanzavano, il vento dall'Est secondo Theodore Dodge o il Volturno da sud secondo Livio soffiava polvere nei loro volti e oscurava la loro visione. Mentre il vento non è stato un fattore importante, la polvere che entrambi gli eserciti crearono dovrebbe essere stato invece un fattore limitante per la vista. Anche se la polvere avesse reso la vista difficile, le truppe sarebbero state comunque in grado di vedere gli altri a distanza ravvicinata. La polvere, però, non era l'unico fattore psicologico coinvolto nella battaglia. Perché la posizione della battaglia era alquanto distante da entrambi gli accampamenti, entrambe le parti sono state costrette a combattere dopo un riposo notturno insufficiente. I Romani affrontarono un altro inconveniente causato dalla mancanza di una corretta idratazione a causa dell'attacco di Annibale contro l'accampamento romano durante il giorno precedente. Inoltre, il numero molto elevato di truppe provocò una straordinaria quantità di rumore di fondo. Tutti questi fattori psicologici resero la battaglia particolarmente difficile per i fanti.

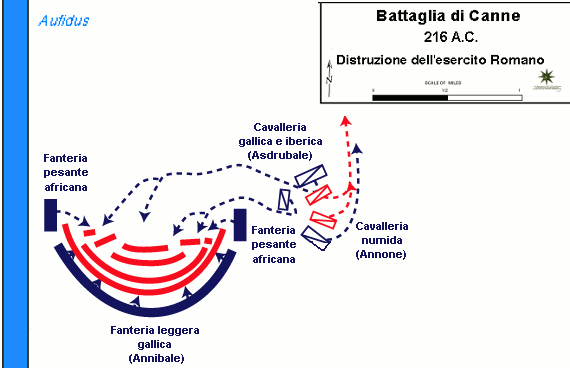
Battaglia di Canne 216 a.C. - Distruzione dell'esercito romano

Dopo meno di un'ora di scontri corpo a corpo tra gli ibero-galli e le disciplinate legioni romane, imbattibili in uno scontro frontale per la coesione dello schieramento, la capacità dei centurioni e la superiorità dell'armamento, le linee cartaginesi iniziarono a ripiegare subendo numerose perdite.
Annibale iniziò quindi il ritiro controllato dei suoi uomini nel debole centro del fronte. La mezzaluna delle truppe ispaniche e galliche si piegò verso l'interno, a mano a mano che i guerrieri si ritiravano. Conoscendo la superiorità dei legionari romani, Annibale aveva istruito la sua fanteria a ritirarsi volontariamente, creando così un semicerchio sempre più serrato attorno alle forze attaccanti romane. In questo modo, aveva trasformato la forza d'urto delle legioni romane guidate anche dal console Emilio Paolo, dopo essere sopravvissuto allo scontro tra le cavallerie, in elemento di debolezza. Inoltre, mentre le prime file stavano avanzando gradualmente, la maggior parte delle truppe romane cominciò a perdere la coesione, in quanto esse cominciarono ad affollarsi in avanti per accelerare la prevista vittoria. Ben presto sotto la pressione delle linee successive lo schieramento delle legioni divenne ancor più serrato, massiccio e compresso, limitando gli spazi e la libertà di movimento dei legionari.
In questa fase critica Annibale e Magone riuscirono nel difficile compito di evitare un crollo totale delle forze ibero-galliche e a mantenere uno schieramento difensivo che, pur subendo pesanti perdite, non si frantumò ma riuscì a ripiegare lentamente conservando la coesione e permettendo al condottiero cartaginese di completare la sua audace manovra combinata sui fianchi e alle spalle della grande massa delle legioni in formazione serrata anche perché, premendo in avanti con la volontà di schiacciare al più presto le truppe ispaniche e galliche, i Romani avevano ignorato (forse a causa anche della polvere) le truppe africane che si trovavano non impegnate sulle estremità sporgenti della mezzaluna ormai rovesciata.
Grazie alla manovra, sebbene la fanteria ibero-galla avesse subito perdite di oltre 5000 uomini per la micidiale potenza d'urto frontale dei legionari romani, Annibale riuscì a guadagnare tempo necessario alla cavalleria cartaginese per costringere alla fuga la cavalleria romana su entrambi i fianchi e per attaccare il centro romano nella parte posteriore. Inoltre fece in modo che i Romani esponessero pericolosamente i fianchi dove erano schierati i reparti meno esperti delle legioni romano-italiche.

### Ecatombe di legionari romani
La fanteria romana, ormai esposta su entrambi i fianchi a causa della disfatta della cavalleria, aveva quindi formato un cuneo spinto sempre più in profondità nel semicerchio cartaginese, avanzando in una breccia avente ai lati la fanteria africana. A questo punto, Annibale ordinò alla sua fanteria africana, che aveva addestrato a combattere in formazioni meno serrate, corpo a corpo con il gladio, rinunciando alle tattiche oplitiche, di girare verso l'interno e avanzare contro i fianchi del nemico, creando un accerchiamento delle legioni romane in uno dei primi esempi conosciuti di manovra a tenaglia.
Quando la cavalleria cartaginese attaccò i Romani alle spalle, ed i fanti africani li assalirono sui fianchi destro e sinistro, la fanteria romana in avanzata frontale fu costretta a fermarsi. Sui fianchi i legionari romani si trovarono in grave difficoltà e, sorpresi dalla comparsa della fanteria pesante africana, non riuscirono a contenere il nemico. Rifluendo indietro con gravi perdite questi reparti laterali andarono ad urtare le altre linee delle legioni, costringendole ad arrestarsi, accrescendo la confusione ed impedendo alla massa dei legionari di entrare in combattimento a causa della mancanza di spazio.
Quindi, la massa dei legionari si ritrovò serrata da ogni parte, compressa in uno spazio sempre più ristretto, con solo le linee esterne in combattimento su tutti i lati; i Romani vennero progressivamente annientati dalla fanteria africana sui fianchi, dalla cavalleria alle spalle, dagli ibero-galli di fronte, nel corso di lunghe ore di sanguinosi combattimenti corpo a corpo. I legionari, schiacciati l'uno contro l'altro, costretti a ripiegare lentamente, confusi, disorientati dall'inattesa svolta, stanchi, furono lentamente distrutti; con la morte dei centurioni e la perdita delle insegne, le legioni si disgregarono e si dissolsero; gran parte si ammassarono e caddero verso il centro, piccoli gruppi vennero annientati mentre fuggivano in varie direzioni. Polibio è chiaro nella descrizione del meccanismo della distruzione delle legioni accerchiate: «in quanto i loro ranghi esterni erano continuamente distrutti, ed i superstiti erano costretti a ritirarsi e si stringevano insieme, sono stati infine tutti uccisi, dove si trovavano». I cartaginesi continuarono il massacro dei Romani per circa sei ore e, secondo la narrazione di Tito Livio, l'impegno fisico dell'annientamento con armi bianche di migliaia di Romani fu estenuante anche per i guerrieri africani che Annibale rinforzò con la cavalleria pesante ibero-galla.
Il console Emilio Paolo, anche se all'inizio del combattimento era stato gravemente ferito da una fionda, decise di rimanere sul campo e di combattere fino alla fine; in alcuni punti riaccese la battaglia, sotto la protezione dei cavalieri romani. Infine mise da parte i cavalli, perché gli mancavano anche le forze per riuscire a rimanere in sella. Livio narra che allorché Annibale apprese che il console aveva ordinato ai cavalieri di smontare a piedi, avrebbe detto: «Quanto preferirei che me li consegnasse già legati!». Il console aristocratico alla fine cadde valorosamente sul campo, bersagliato dai nemici in avanzata, senza essere stato riconosciuto. La carneficina durò sei ore.
(Tito Livio, Ab Urbe condita libri (testo latino), XXII, 51)
Cowley afferma che circa 600 legionari furono massacrati ogni minuto fino a quando l'oscurità pose fine alla carneficina.

### Fuga dei soldati romani
Dopo la morte di Emilio Paolo i superstiti fuggirono in modo disordinato: settemila uomini ripiegarono nell'accampamento più piccolo, diecimila in quello più grande, e circa duemila nello stesso villaggio di Canne; questi furono subito accerchiati da Cartalone e dai suoi cavalieri, poiché nessuna fortificazione proteggeva il villaggio. Nei due accampamenti i soldati romani erano quasi disarmati e privi di comandanti; quelli dell'accampamento maggiore chiesero agli altri di unirsi a loro, mentre la stanchezza ancora ritardava l'arrivo dei nemici, esausti dalla battaglia e impegnati nei festeggiamenti per la vittoria, si sarebbero diretti tutti insieme a Canusio. Alcuni respinsero la proposta bruscamente, chiedendo perché dovessero essere loro a esporsi tanto al pericolo andando all'accampamento maggiore e non potessero invece essere gli altri ad andare da loro. Ad altri non tanto spiaceva la proposta quanto mancava il coraggio di muoversi.
Tito Livio a questo punto narra l'episodio del tribuno militare Publio Sempronio Tuditano, il quale avrebbe detto loro:
«Preferite dunque essere catturati da un cupidissimo e spietato nemico, che sia stimato il prezzo delle vostre teste, e se ne chieda il prezzo da chi domanderà se siate cittadini romani o alleati latini, così che la vostra vergogna e la vostra miseria procacci onore agli altri? Non lo vorrete, se pure siete i concittadini del console Lucio Emilio che preferì morire valorosamente anziché vivere ignominiosamente, e dei tanti valorosissimi che sono ammucchiati intorno a lui. Ma, prima che la luce ci colga qui e più dense turme nemiche ci chiudano la via, erompiamo, aprendoci la via tra questi drappelli disordinati che schiamazzano sulle porte! Col ferro e con l'audacia ci si fa strada anche tra dense schiere nemiche. Stretti a cuneo, passeremo attraverso questa gente rilassata e scomposta come se nulla ci si opponesse. Venite dunque tutti con me, se volete salvare voi stessi e la Repubblica!».
Detto ciò, il tribuno militare riuscì a convincere una parte dei legionari e con loro effettuò una sortita; nonostante fossero bersagliati dalle frecce dei Numidi, in seicento riuscirono a riparare nell'accampamento maggiore. Dopo che si aggiunse a loro una grande schiera di soldati, giunsero a mezzanotte a Canusio. Tutti questi particolari, non presenti in Polibio, sono stati considerati da De Sanctis in parte immaginari.

### La fine della battaglia
La sera, avendo raggiunto la vittoria completa, i Cartaginesi sospesero l'inseguimento dei nemici, tornarono nell'accampamento e, trascorse alcune ore di festa, si misero a dormire. Durante la notte, a causa dei feriti che giacevano ancora sulla piana, riecheggiarono lamenti e grida. La mattina successiva iniziò la depredazione, da parte dei Cartaginesi, dei corpi dei Romani caduti in battaglia. Durante l'esplorazione del campo, un soldato cartaginese fu trovato ancora vivo, ma imprigionato dal cadavere del suo nemico Romano disteso su di lui. Il volto del cartaginese e le sue orecchie erano orrendamente lacerate. Il romano, cadendo su di lui quando entrambi erano gravemente feriti, aveva continuato a battersi con i denti, poiché non riusciva più a usare la sua arma, e morì alla fine, bloccando il suo nemico esausto con il proprio corpo esanime.

## Perdite

### Romani e alleati
Polibio scrisse che della fanteria romana e degli alleati, 70000 furono uccisi, 10000 catturati, e "forse" solo 3000 sopravvissero. Egli riferisce anche che dei 6000 cavalieri romani e alleati, solo 370 riuscirono a mettersi in salvo.
Tito Livio scrisse: «45000 fanti, si dice, e 2700 cavalieri, metà romani e metà alleati, caddero uccisi: tra essi i due questori dei consoli: Lucio Atilio e Lucio Furio Bibàculo, e ventinove tribuni dei soldati, alcuni consolari e già stati pretori o edili (tra essi Cneo Servilio e Marco Minucio, che era stato maestro della cavalleria l'anno precedente e console alcuni anni addietro); e inoltre ottanta/novanta senatori o eleggibili senatori per le cariche già esercitate, i quali si erano arruolati come volontari. 3000 fanti e 1500 cavalieri si narra che furon fatti prigionieri. [Altre uccisioni e migliaia di prigionieri verranno fatti tra i milites delle due legioni lasciate a difesa e come riserva negli accampamenti]» Anche se Livio non cita la sua fonte con il nome, è stato probabilmente Quinto Fabio Pittore, uno storico romano che ha combattuto nella Seconda guerra punica che scrisse riguardo ad essa. È Pittore colui che Livio nomina quando riferisce le perdite nella battaglia del Trebbia. In seguito tutti gli storici romani (e greco-romani) seguirono in gran parte le cifre di Livio.
Appiano di Alessandria disse che 50000 furono uccisi e "moltissimi" furono presi prigionieri. Plutarco era d'accordo, «50000 Romani caddero in quella battaglia [...] 4000 sono stati presi vivi». Quintiliano scrisse: «60000 uomini sono stati uccisi da Annibale a Canne». Eutropio: «20 funzionari consolari e di rango pretorio, 30 senatori e 300 altri di discendenza nobile sono stati presi o uccisi così come 40000 fanti e 3500 cavalieri.»
La maggior parte degli storici moderni, pur considerando le cifre di Polibio errate, sono disposti ad accettare le cifre di Livio. Alcuni storici più recenti sono giunti a cifre molto più basse. Cantalupi propose che le perdite romane siano state fra le 10500 e le 16000 unità. Anche Samuels considera le cifre di Livio come troppo elevate per il fatto che la cavalleria sarebbe stata insufficiente per prevenire la fuga della fanteria romana. Egli dubita anche che Annibale Barca volesse un alto numero di morti poiché gran parte dell'esercito era composto da italici che egli sperava di avere come alleati in futuro.

#### La sorte dei consoli

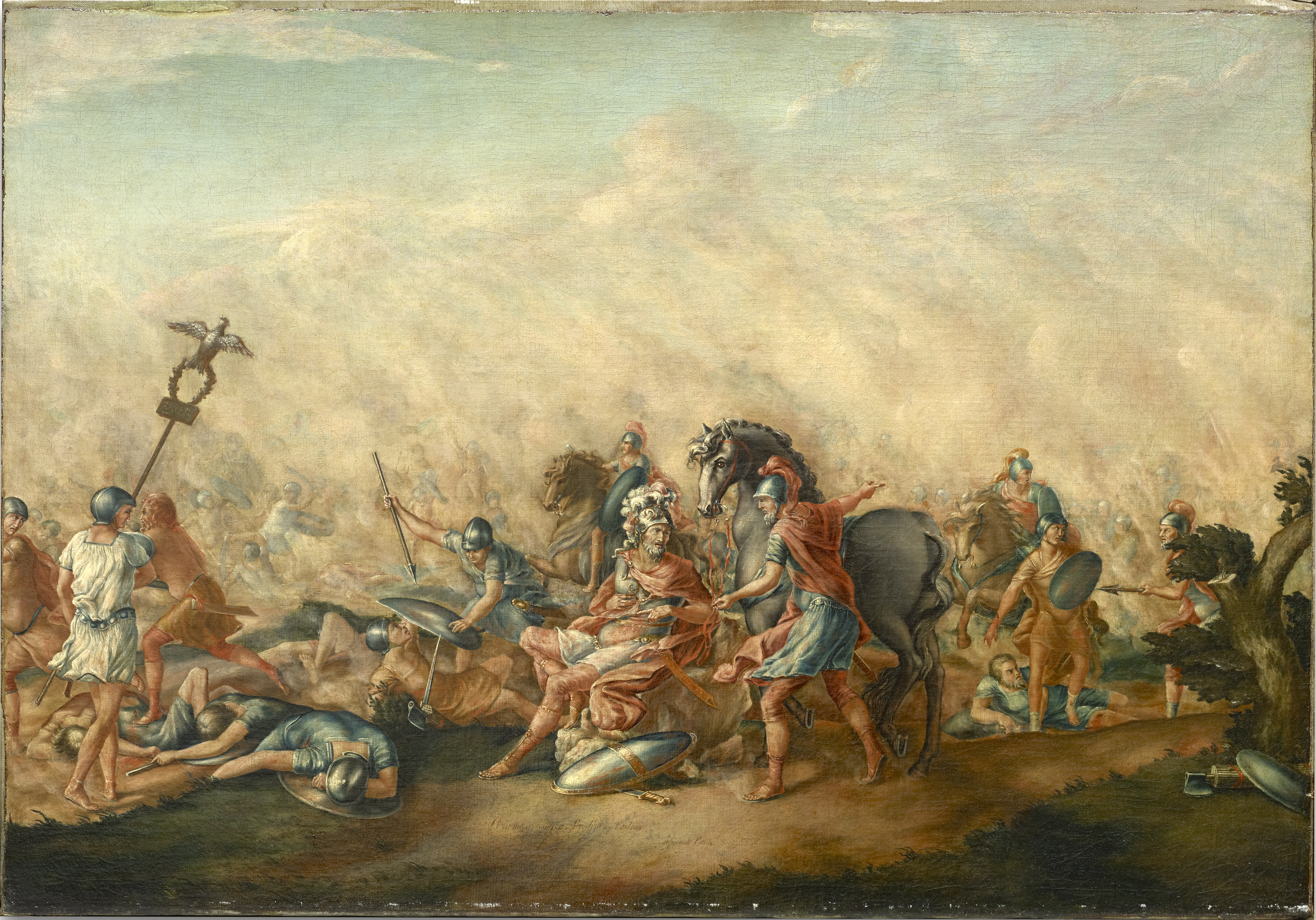
La morte del console Lucio Emilio Paolo durante la battaglia di Canne

Verso la fine della battaglia, un ufficiale romano di nome Lentulo, mentre stava fuggendo a cavallo, vide un altro ufficiale seduto sulla pietra, debole e sanguinante. Quando scoprì che era Emilio Paolo gli offrì il proprio cavallo, ma Emilio, vedendo che era troppo tardi per salvare la propria vita, declinò l'offerta ed esortò Lentulo a fuggire al più presto dicendo: «Vai avanti, quindi, tu stesso, il più veloce che puoi, sfrutta al meglio la tua strada verso Roma. Chiama le autorità locali qui, da me, che tutto è perduto, e devono fare ciò che essi possono per la difesa della città. Vai più veloce che puoi, o Annibale sarà alle porte prima di te.» Emilio mandò un messaggio anche a Fabio, declinando le proprie responsabilità nella battaglia e dichiarando che aveva fatto ciò che era in suo potere per continuarne la strategia. Lentulo, avendo ricevuto questo messaggio, e vedendo che i Cartaginesi gli erano vicini, se ne andò, abbandonando Emilio Paolo al suo destino. I Cartaginesi, accortosi dell'uomo ferito, infilzarono le lance uno alla volta nel suo corpo, finché non smise di muoversi. Il giorno dopo la battaglia Annibale si compiacque di onorare il nemico ordinando il funerale del console Emilio Paolo. Il suo corpo fu posto su un rogo altissimo e fu elogiato da Annibale, che, gettata sul cadavere una clamide tessuta d'oro e un drappo fiammeggiante di cupa porpora, gli diede così l'estremo addio: «Va, o gloria d'Italia, ove dimorano spiriti eccelsi d'insigne valore! La morte ti diede già lode immortale mentre la Fortuna agita ancora i miei eventi e mi nasconde l'avvenire».
Varrone invece si rifugiò a Venosa con un drappello di circa cinquanta cavalieri e decise che avrebbe cercato di radunare lì i resti dell'esercito.

### Punici e alleati
Tito Livio riferisce che Annibale perse 6000 o circa 8000 uomini. Polibio riporta 5700 morti: 4000 galli, 1500 spagnoli e africani, e 200 cavalieri.
Annibale comandò che allo splendore dell'aurora del giorno seguente si desse sepoltura ai compagni morti con roghi funebri.

## Conseguenze
(Tito Livio, Ab Urbe condita libri (testo latino), XXII, 54.)

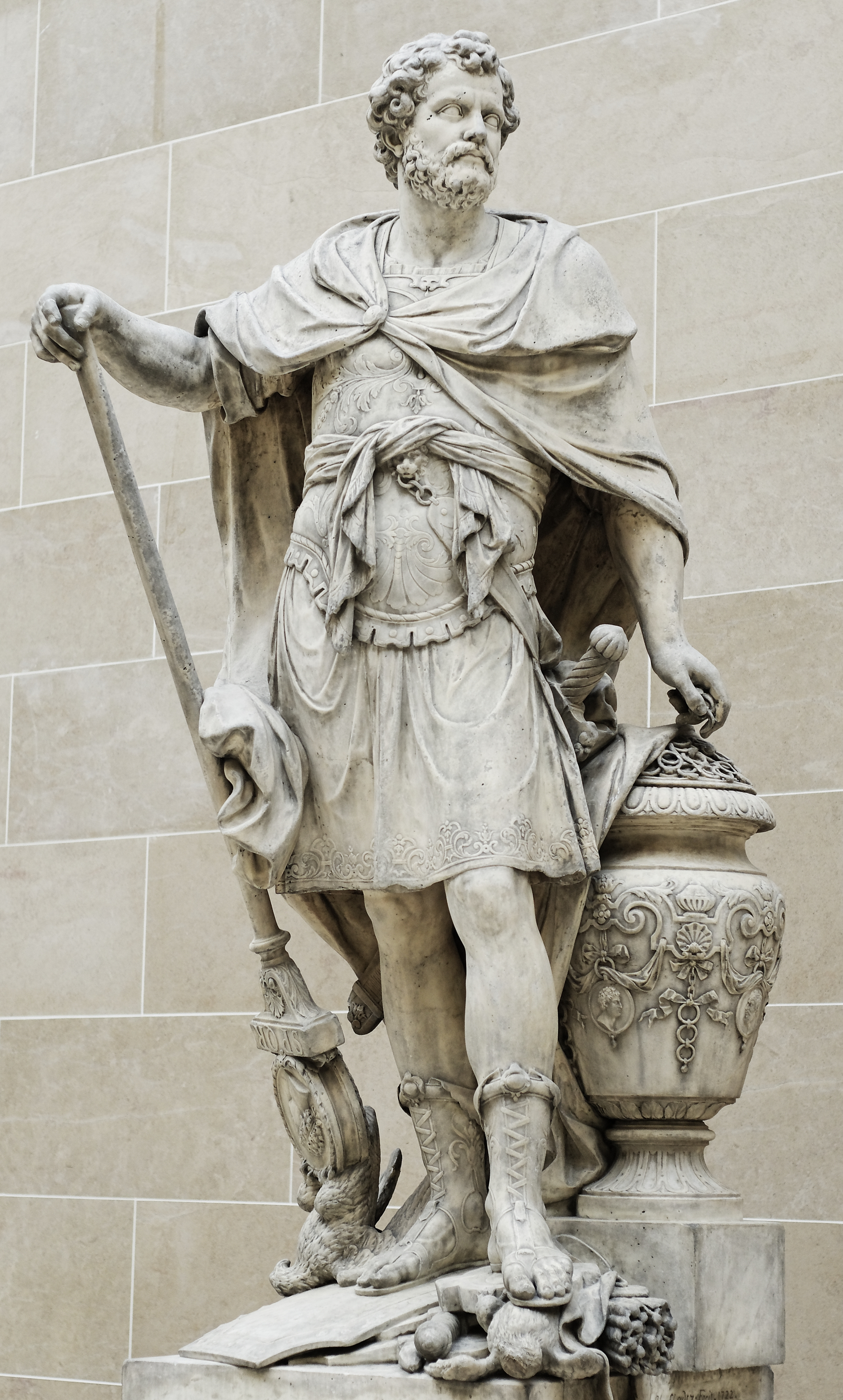
Annibale mentre conta gli anelli dei cavalieri romani uccisi nella Battaglia di Canne.

Per un breve periodo di tempo, i Romani furono nel caos completo. I loro migliori eserciti nella penisola erano stati distrutti, i pochi restanti erano fortemente demoralizzati, e l'unico console rimasto in vita (Varrone) era completamente screditato. Fu una catastrofe terribile per i Romani. Come si racconta, Roma dichiarò una giornata di lutto nazionale, in quanto non c'era nessuno a Roma che non avesse una qualche relazione con una persona che vi era morta o che non ne fosse almeno conoscente. Le principali misure adottate dal Senato furono di cessare tutte le processioni pubbliche, vietare alle donne di uscire di casa e punire i venditori ambulanti, tutte queste decisioni per fermare il panico. Divennero così disperati che, guidati dal ceto politico senatorio in cui era ritornato a dominare Quinto Fabio Massimo Verrucoso, ricorsero al sacrificio umano, due volte seppellendo persone vive al Foro di Roma e abbandonando un bambino di grandi dimensioni nel Mare Adriatico. Tito Livio riporta che il sacrificio fu decretato dai "decemviri sacrorum" dopo una loro consultazione dei Libri Sibillini (libri fatales). In base al responso di procedere con "sacrificia aliquot extraordinaria" (alcuni sacrifici straordinari), furono seppelliti vivi nel Foro Boario un uomo e una donna celti e due greci. Prima di tali cruenti riti, Plutarco ricorda come nel 228 a.C., si fosse già proceduto ad analoghi sacrifici umani prima della guerra contro gli Insubri (forse uno degli ultimi casi registrati di sacrifici umani che i Romani avrebbero eseguito, a meno che le esecuzioni pubbliche dei nemici sconfitti dedicate a Marte vengano contate).
Lucio Cecilio Metello, un tribuno militare, è noto per aver molto disperato per la causa romana in seguito alla battaglia, tanto da ritenere che tutto fosse perduto e perciò invitò gli altri tribuni a fuggire via mare all'estero e prestare servizio per qualche principe straniero. In seguito per questa sua proposta fu costretto a pronunciare un giuramento indissolubile di fedeltà a Roma.
Inoltre, i sopravvissuti romani di Canne furono successivamente riuniti in due legioni e assegnati alla Sicilia per il resto della guerra, come punizione per il loro umiliante abbandono del campo di battaglia. Oltre alla perdita fisica del suo esercito, Roma avrebbe sofferto una sconfitta simbolica di prestigio. Un anello d'oro era un segno di appartenenza alle classi patrizie della società romana. Annibale con il suo esercito aveva raccolto più di 200 anelli d'oro dai cadaveri sul campo di battaglia, e questa collezione è stata ritenuta essere pari a "tre moggi e mezzo", vale a dire più di 27 litri. Inviò, nelle mani del suo fratello Magone Barca, tutti gli anelli a Cartagine come prova della sua vittoria. La collezione fu versata sul vestibolo della curia cartaginese.
Annibale, dopo aver ottenuto l'ennesima vittoria (dopo le battaglie della Trebbia e del Lago Trasimeno), aveva sconfitto l'equivalente di otto eserciti consolari (sedici legioni oltre a un numero uguale di alleati). Nel giro delle tre stagioni della campagna militare (20 mesi), Roma aveva perso un quinto (150000) di tutta la popolazione di cittadini che aveva oltre i diciassette anni di età. Inoltre, l'effetto morale di questa vittoria fu tale che la maggior parte dell'Italia meridionale si vide indotta ad aderire alla causa di Annibale. Dopo la battaglia di Canne, le province meridionali greche di Arpi, Salapia, Herdonia, Uzentum, comprese le città di Capua e Taranto (due delle più grandi città-stato in Italia) revocarono tutte la loro fedeltà a Roma e promisero la loro lealtà ad Annibale. Come nota Polibio, «Quanto più grave è stata la sconfitta di Canne, rispetto a quelle che l'hanno preceduta, lo si vede dal comportamento degli alleati di Roma; prima di quel fatidico giorno, la loro lealtà rimase irremovibile, ora ha cominciato a vacillare per la semplice ragione che disperano del potere romano.» Nello stesso anno, le città greche in Sicilia sono state indotte alla rivolta contro il controllo politico romano. Il re macedone Filippo V, aveva promesso il suo appoggio ad Annibale e venne pertanto avviata la prima guerra macedonica contro Roma. Il neo re Geronimo di Siracusa, sovrano dell'unica località della Sicilia che era indipendente, concordò un'alleanza con Annibale.
Dopo la battaglia, Maarbale, comandante della cavalleria numida, esortò Annibale a cogliere l'opportunità e marciare immediatamente su Roma dicendo: «Anzi, perché tu ben sappia quanto si sia ottenuto con questa giornata, [io ti dico che] fra cinque giorni banchetterai vincitore sul Campidoglio. Seguimi, io ti precedo con la cavalleria, affinché ti sappiano giunto prima di apprendere che ti sei messo in marcia». Si dice che il rifiuto di quest'ultimo abbia provocato un'esclamazione di Maarbale: «Gli dei evidentemente non hanno concesso alla stessa persona tutte le doti: tu sai vincere, Annibale, ma non sai approfittare della vittoria». Ma Annibale aveva buone ragioni per giudicare la situazione strategica dopo la battaglia in modo diverso da come fece Maarbale. Come sottolinea lo storico Hans Delbrück, a causa dell'elevato numero di morti e feriti tra i suoi ranghi, l'esercito punico non era in condizione di eseguire un attacco diretto su Roma. Una marcia verso la città sul Tevere sarebbe stata una dimostrazione inutile che avrebbe annullato l'effetto psicologico di Canne sugli alleati di Roma. Anche se il suo esercito fosse stato in piena forza, un assedio di successo di Roma avrebbe richiesto ad Annibale di sottomettere una parte considerevole dell'entroterra al fine di garantire il proprio approvvigionamento ed impedire quello del nemico. Anche dopo le perdite enormi subite a Canne, e la defezione di un certo numero di suoi alleati, Roma aveva ancora manodopera abbondante per evitare questo e per mantenere allo stesso tempo forze considerevoli in Iberia, in Sicilia, in Sardegna e altrove, nonostante la presenza di Annibale in Italia. Secondo Sean McKnight, della Reale accademia militare di Sandhurst: «I Romani probabilmente avevano a disposizione ancora molti uomini disposti ad arruolarsi, la città avrebbe radunato nuove truppe e si sarebbe difesa strenuamente, impegnare il suo esercito in un'impresa così rischiosa avrebbe potuto vanificare le vittorie della campagna militare. Ma forse considerando che Annibale alla fine perse la guerra, era un rischio che avrebbe dovuto correre.» Il comportamento di Annibale dopo le vittorie sul Trasimeno (217 a.C.) e a Canne (216 a.C.), e il fatto che abbia attaccato per la prima volta la stessa Roma solo cinque anni più tardi (nel 211 a.C.), suggerisce che il suo obiettivo strategico non era la distruzione del suo nemico, ma scoraggiare i Romani con una serie di stragi sui campi di battaglia e ridurli ad un accordo di pace moderata privandoli dei loro alleati.
Subito dopo Canne, Annibale inviò Cartalone a Roma per negoziare un trattato di pace con il Senato in termini moderati. Eppure, nonostante le molteplici catastrofi che Roma aveva sofferto, il Senato romano rifiutò di trattare. Anzi, raddoppiò nuovamente gli sforzi dei Romani, dichiarando piena mobilitazione della popolazione maschile romana e creò nuove legioni arruolando contadini senza terra e persino gli schiavi. Queste misure erano tanto severe che la parola “pace” fu proibita, il lutto era limitato a soli 30 giorni e l'esternazione del proprio dolore in pubblico fu vietata anche alle donne. I Romani, dopo aver vissuto questa sconfitta catastrofica e perso altre battaglie, avevano a questo punto imparato la lezione. Per il resto della guerra in Italia, non avrebbero più accumulato grandi forze sotto un unico comando contro Annibale, come era stato durante la battaglia di Canne, invece avrebbero utilizzato molteplici eserciti indipendenti, ancora superando le forze puniche nel numero di eserciti e di soldati. Questa guerra ebbe ancora battaglie occasionali, ma fu incentrata maggiormente attorno al prendere capisaldi e ad un combattimento costante, secondo la strategia di Quinto Fabio Massimo. Ciò infine costrinse Annibale con la sua carenza di personale a ritirarsi a Crotone, da dove venne richiamato in Africa per la battaglia di Zama, ponendo fine alla guerra con una completa vittoria romana.

## Significato storico

### Ruolo nella storia militare

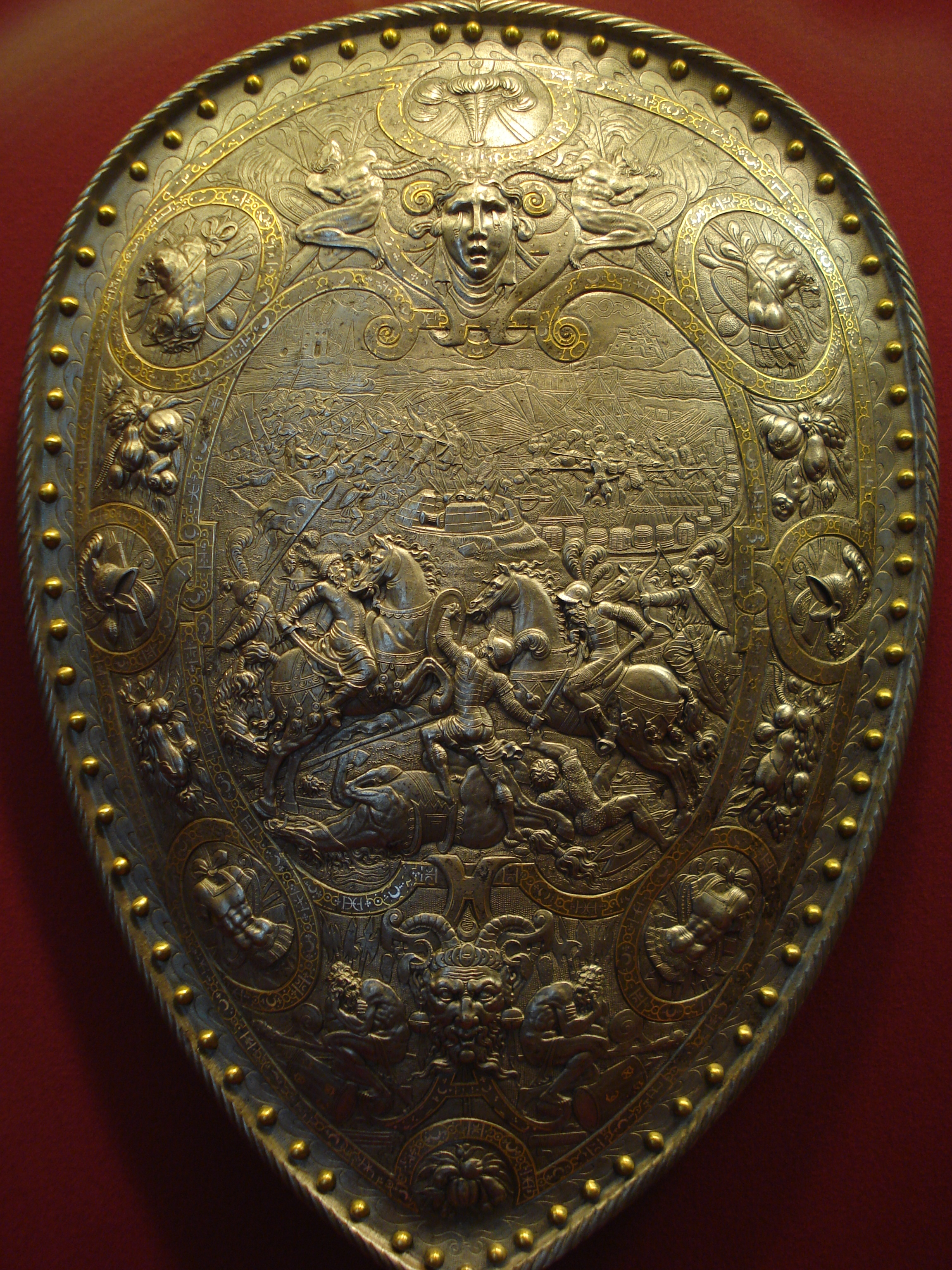
Scudo di Enrico II di Francia raffigurante la vittoria di Annibale, un'allusione al conflitto della Francia con il Sacro Romano Impero nel corso del 1500.

La battaglia di Canne è rimasta famosa per la tattica seguita da Annibale e per il ruolo che rivestì nella storia di Roma. Si trattò forse del più sanguinoso scontro campale in assoluto in un solo giorno combattuto in occidente. In questa occasione, non solo Annibale inflisse una sconfitta alla Repubblica romana in una maniera che non si sarebbe ripetuta per oltre un secolo, fino alla meno nota battaglia di Arausio, ma ebbe anche luogo una battaglia destinata ad acquisire una notorietà significativa nel campo dell'intera storia militare. Come storico militare, Theodore Ayrault Dodge ha scritto:
(Theodore Ayrault Dodge, Annibale)
Come scrisse Will Durant: «È stato un supremo esempio di abilità militare, mai superato nella storia [...] e fissò le linee delle tattiche militari per 2000 anni.» Si tratta, fra l'altro, del 
primo utilizzo attestato di manovra a tenaglia nel mondo occidentale.

### Il "modello di Canne"
Considerata l'esempio per eccellenza di scaltrezza e di abilità di manovra, è ancora oggi la battaglia più studiata da militari e da esperti di tattica e strategia. Oltre a essere una delle più grandi sconfitte mai inflitte all'esercito romano, la battaglia di Canne rappresenta l'archetipo della battaglia di annientamento. Lo scontro assunse un ruolo "mitico" anche nella scienza strategica degli eserciti moderni; in particolare, lo stato maggiore tedesco-prussiano considerò lo schema strategico della battaglia di Canne come un punto di arrivo ideale da ricercare costantemente in guerra. Come Dwight D. Eisenhower, comandante supremo delle forze di spedizione alleate nella seconda guerra mondiale, scrisse una volta: «Ogni comandante di terra cerca la battaglia di annientamento; nella misura in cui le condizioni lo permettano, cerca di duplicare nella guerra moderna l'esempio classico di Canne».
La totalità della vittoria di Annibale ha reso il nome "Canne" sinonimo di successo militare, e oggi è studiata nei dettagli in numerose accademie militari di tutto il mondo. L'idea che un intero esercito possa essere circondato e annientato in un colpo solo ha affascinato i successivi strateghi occidentali per secoli e secoli (tra cui Federico il Grande e Helmuth von Moltke) che hanno tentato di ricreare la loro propria "Canne". Lo studio seminale attuato da Hans Delbrück riguardo alla battaglia ebbe una profonda influenza sui successivi teorici militari tedeschi, in particolare il capo di stato maggiore nell'esercito imperiale Alfred von Schlieffen (il cui "omonimo piano" di invasione della Francia, è stato ispirato dalla tattica di Annibale). Attraverso i suoi scritti, Schlieffen insegnò che il "modello Canne" avrebbe continuato a essere applicabile in manovre di guerra per tutto il ventesimo secolo:
Schlieffen in seguito sviluppò la propria dottrina operativa in una serie di articoli, molti dei quali successivamente sono stati tradotti e pubblicati in un lavoro intitolato Cannae.

## Le fonti storiche antiche
Ci sono tre resoconti principali della battaglia, nessuno di loro contemporaneo ad essa. Il più vicino è quello di Polibio, scritto 50 anni dopo la battaglia. Tito Livio ha scritto il proprio al tempo di Augusto, e Appiano di Alessandria ancora più tardi. Il resoconto di Appiano descrive eventi che non hanno alcuna relazione con quelli di Tito Livio e di Polibio. Polibio ritrae la battaglia come il nadir finale di fortuna romana, fungendo da espediente letterario in modo tale che la successiva ripresa romana fosse più drammatica. Ad esempio, alcuni sostengono che i suoi dati sulle vittime siano esagerati, "più simbolici che reali". Gli studiosi tendono a sottovalutare il resoconto di Appiano. Il giudizio di Philip Sabin "una farragine senza valore", è tipico.

## Controversie

### Il Comandante dei Romani
Nei suoi scritti Tito Livio ritrae il Senato Romano nel ruolo di protagonista della resistenza vittoriosa della Repubblica e assegna la responsabilità della disfatta al Console Varrone, uomo di origini popolari. Attribuire gran parte delle colpe agli errori di Varrone serve inoltre allo storico latino a mascherare le carenze dei soldati romani, dei quali idealizza ed esalta il patriottismo e il valore nei suoi scritti. Anche Polibio fece lo stesso, cercando di discolpare il più possibile il nonno del proprio mecenate, Emilio Paolo.
Secondo Gregory Daly le origini popolari di Varrone potrebbero essere state esagerate dalle fonti ed egli sarebbe stato trasformato in capro espiatorio dall'aristocrazia. Infatti a Varrone mancavano i discendenti potenti che aveva Emilio Paolo; discendenti che erano disposti e in grado di proteggere la sua reputazione. Lo storico Martin Samuels ha messo in dubbio anche il fatto che fosse in realtà proprio Varrone al comando il giorno della battaglia, dal momento che Lucio Emilio Paolo si posizionò sul lato destro. Gregory Daly osserva che, nell'Esercito romano, sulla destra era sempre schierato il Comandante in Capo. Egli sottolinea inoltre che, stando al racconto di Polibio, Annibale nella sua esortazione prima della battaglia di Zama aveva ricordato ai suoi soldati che essi avevano combattuto contro Lucio Emilio Paolo a Canne; l'autore conclude che è impossibile essere sicuri di chi fosse al comando il giorno dello scontro, ma egli ritiene la cosa di limitata importanza dato che entrambi i Consoli condividevano il desiderio di affrontare il nemico in una grande battaglia. Inoltre la calda accoglienza che Varrone ricevette dopo la battaglia dal Senato era in netto contrasto con la critica feroce riservata, secondo gli autori storici, agli altri comandanti. Samuels dubita che Varrone sarebbe stato accolto con calore se fosse stato egli al comando e il solo responsabile della sconfitta. Infine, lo storico Mark Healy afferma che si potrebbe determinare, sulla base di un calcolo alternativo dei giorni della rotazione del comando dei Consoli, che nel giorno della battaglia Emilio Paolo e non Varrone abbia detenuto il comando sull'Esercito romano.

### Il luogo della battaglia
Sulla determinazione del luogo esatto in cui si è combattuta la battaglia permane una controversia non del tutto risolta. È comunque fuori discussione che la battaglia si sia svolta nel territorio dell'antica Apulia.

## Cultura di massa
In dialetto genovese è comune l'uso di un'espressione traducibile con "essere nelle canne", con il significato di "essere in difficoltà": è un ricordo di questa battaglia sotto il punto di vista dei Romani, che qui ebbero una poderosa sconfitta, con conseguenze sulla guerra stessa.

### Fonti antiche
- Appiano, guerre puniche (QUI la versione inglese Archiviato l'11 ottobre 2011 in Internet Archive.).
- Floro, Epitoma de Tito Livio bellorum omnium annorum DCC, Liber I,  testo in latino disponibile qui, versione in inglese disponibile qui).
- Tito Livio, Ab Urbe condita libri (testo latino). .
- Plinio il Vecchio, Naturalis Historia (testo latino). .
- Plutarco, Vite parallele (testo greco) (Βίοι Παράλληλοι). .
- Polibio, Storie (Versioni in inglese disponibili qui e qui).
- Silio Italico, Le puniche (QUI la versione italiana).
- Strabone, Geografia (testo greco) (Γεωγραφικά).  (Versione in inglese disponibile qui).

### Fonti moderne
- Massimo Bocchiola, Marco Sartori, Canne. Descrizione di una battaglia, Milano, Mondadori, 2008.
- Theodor Mommsen, Storia di Roma antica, volume I, tomo 2, Firenze, Sansoni, 2001.
- Giovanni Brizzi, Annibale, strategia e immagine, Provincia di Perugia, Città di Castello, 1984.
- Giovanni Brizzi, Annibale. Come un'autobiografia, Milano, Bompiani, 2003, ISBN 88-452-9253-3.
- Giovanni Brizzi, Scipione e Annibale, la guerra per salvare Roma, Roma-Bari, 2007, ISBN 978-88-420-8332-0.
- (EN) K. Christ, Annibale, 1893.
- (EN) Peter Connolly, Greece and Rome at war, Londra, Greenhill Books, 2006, ISBN 978-1-85367-303-0.
- (EN) Leonard Cottrell, Enemy of Rome, Evans Bros, 1965, ISBN 0-237-44320-1.
- (EN) Gregory Daly, Cannae: The Experience of Battle in the Second Punic War, Londra/New York, Routledge, 2002, ISBN 0-415-32743-1.
- Gaetano De Sanctis, Storia dei Romani, volume III L'età delle guerre puniche, capitolo 2, Milano-Torino, 1917.
- (DE) Hans Delbrück, Geschichte der Kriegskunst im Rahmen der politischen Geschichte (I Teil: Das Altertum), Berlino, Walter de Gruyter & Co., 1964.
- (EN) Theodore Dodge, Hannibal, Massachusetts, Da Capo Press, 1891, ISBN 0-306-81362-9.
- Gianni Granzotto, Annibale, Milano, Mondadori, 1983.
- (EN) Mark Healy, Cannae 216 BC. Hannibal smashes Rome's army, Londra, Osprey, 1997.
- (EN) Dexter B. Hoyos, Hannibal: Rome's Greatest Enemy, Bristol Phoenix Press, 2005, ISBN 1-904675-46-8.
- M. Samuels, The Reality of Cannae, Militargeschichtliche Mitteilungen, 1990.